# Liste de personnalités liées à Avignon
De nombreuses personnalités sont liées à l'histoire du territoire d'Avignon et de sa ville. Qu’ils y soient nés ou simplement fortement liés, on trouve des personnalités religieuses comme des papes ou des cardinaux (Annibal de Ceccano, Hélie de Talleyrand-Périgord...), des personnalités politiques présentes ou passées, des militaires (Juan Fernández de Heredia, Raymond de Turenne...), des sportifs, des artistes, qu’ils soient sculpteurs (Jean-Pierre Gras, Camille Claudel...), peintres (Claude Joseph Vernet, membres de la première école d’Avignon (Simone Martini, Matteo Giovanetti), de la seconde (Enguerrand Quarton, Nicolas Froment) ou du Groupe des Treize), bâtisseurs (Pierre Mignard, Jean Péru, Jean-Baptiste Franque... ), chanteurs (Fernand Sardou, Mireille Mathieu...), écrivains (Henri Bosco, Pierre Boulle, René Girard...) et poètes (Pétrarque, Alain Chartier, Théodore Aubanel) dont plusieurs membres du Félibrige.

## Naissance à Avignon

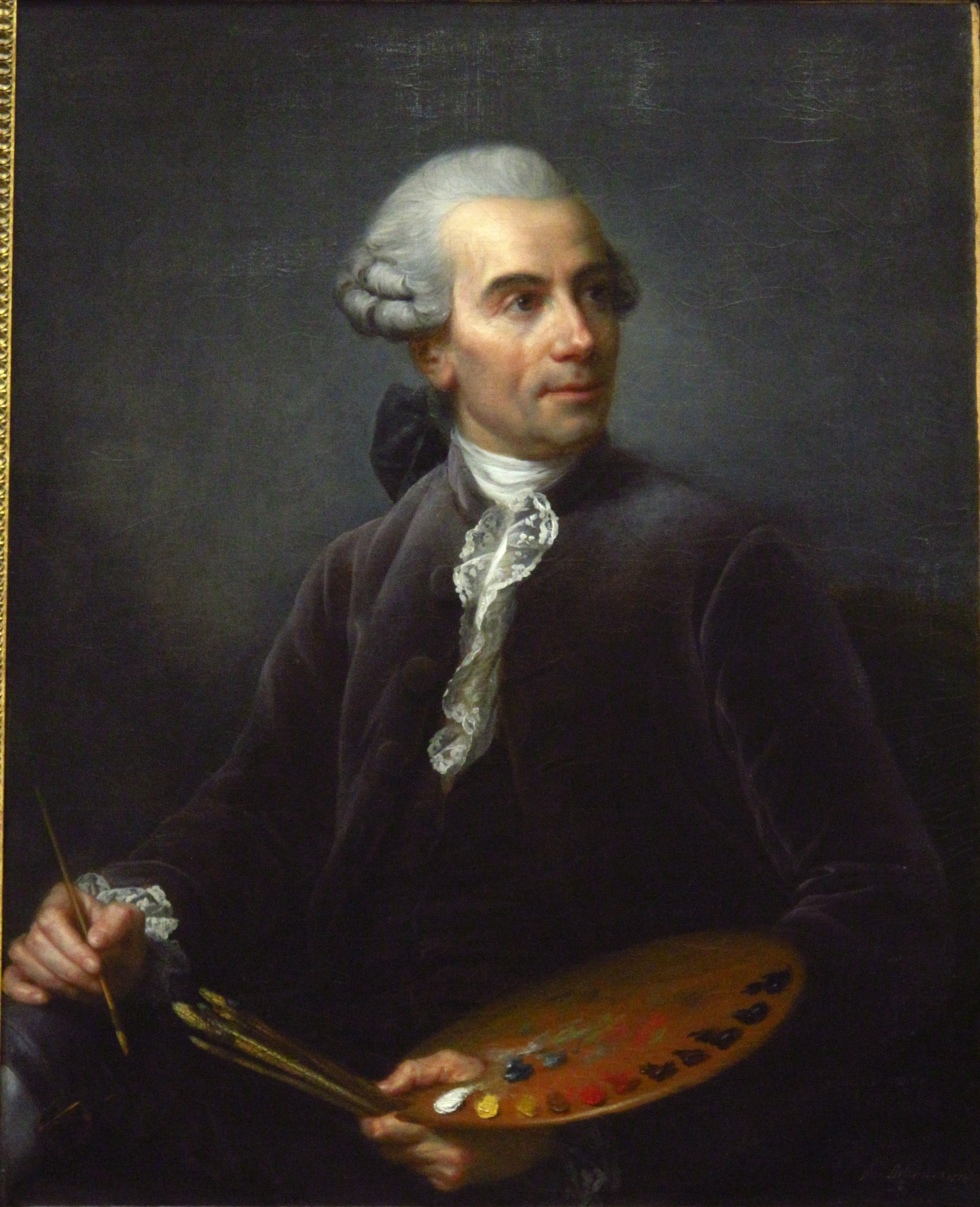
Claude Joseph Vernet

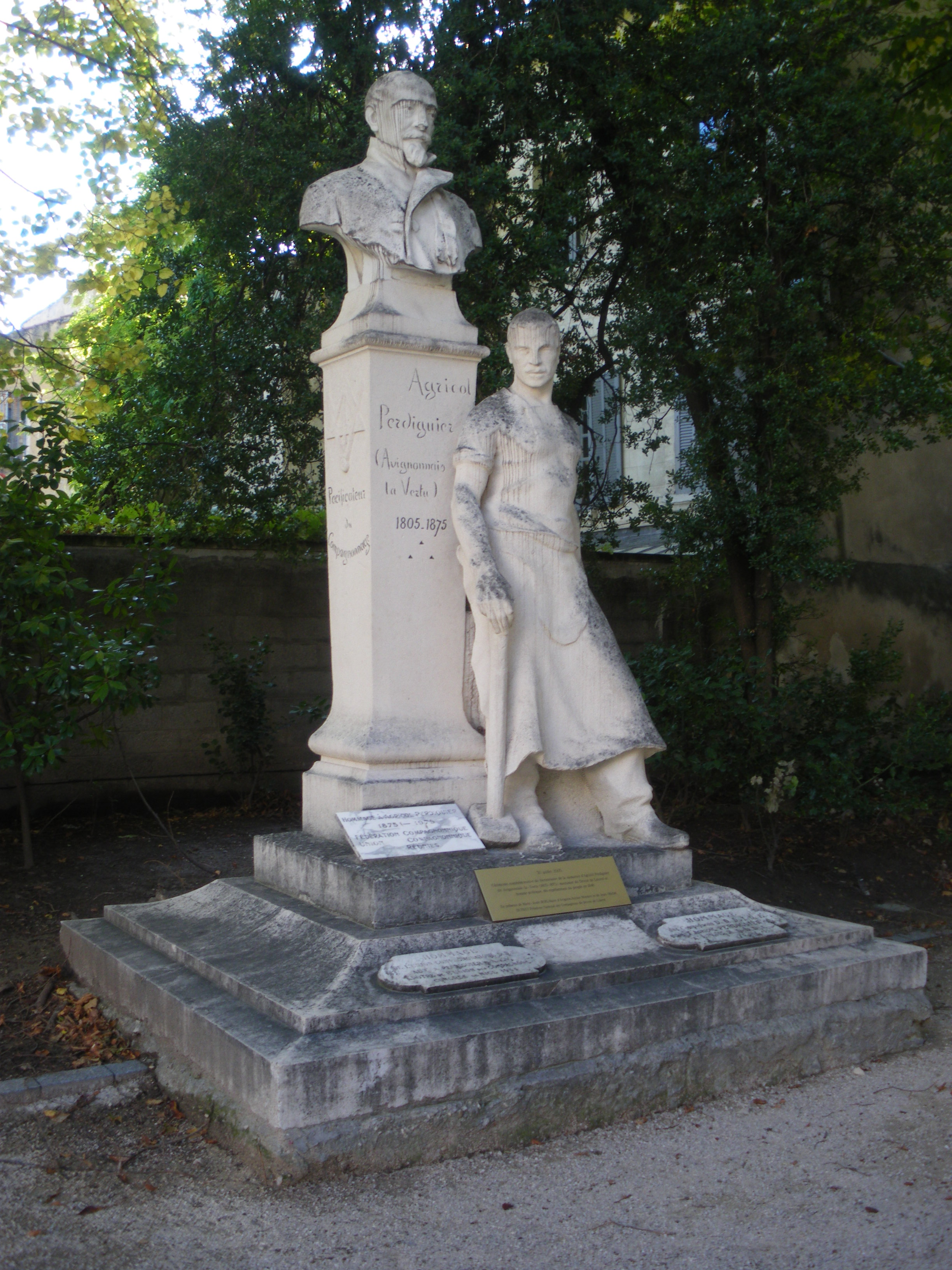
Agricol Perdiguier

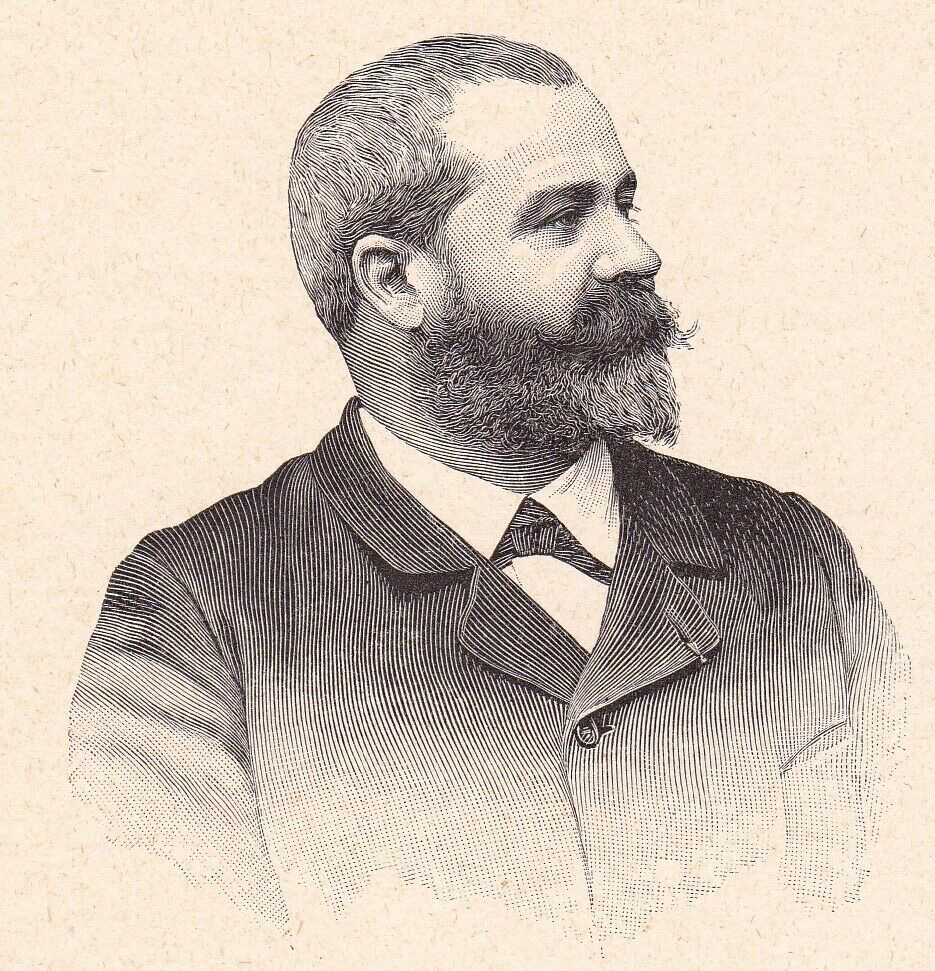
Paul Saïn

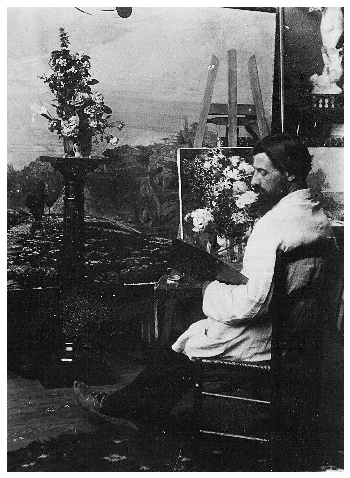
Jules Flour

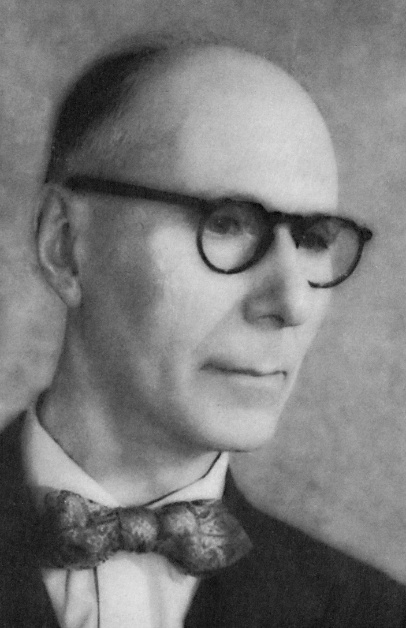
Georges Aubanel

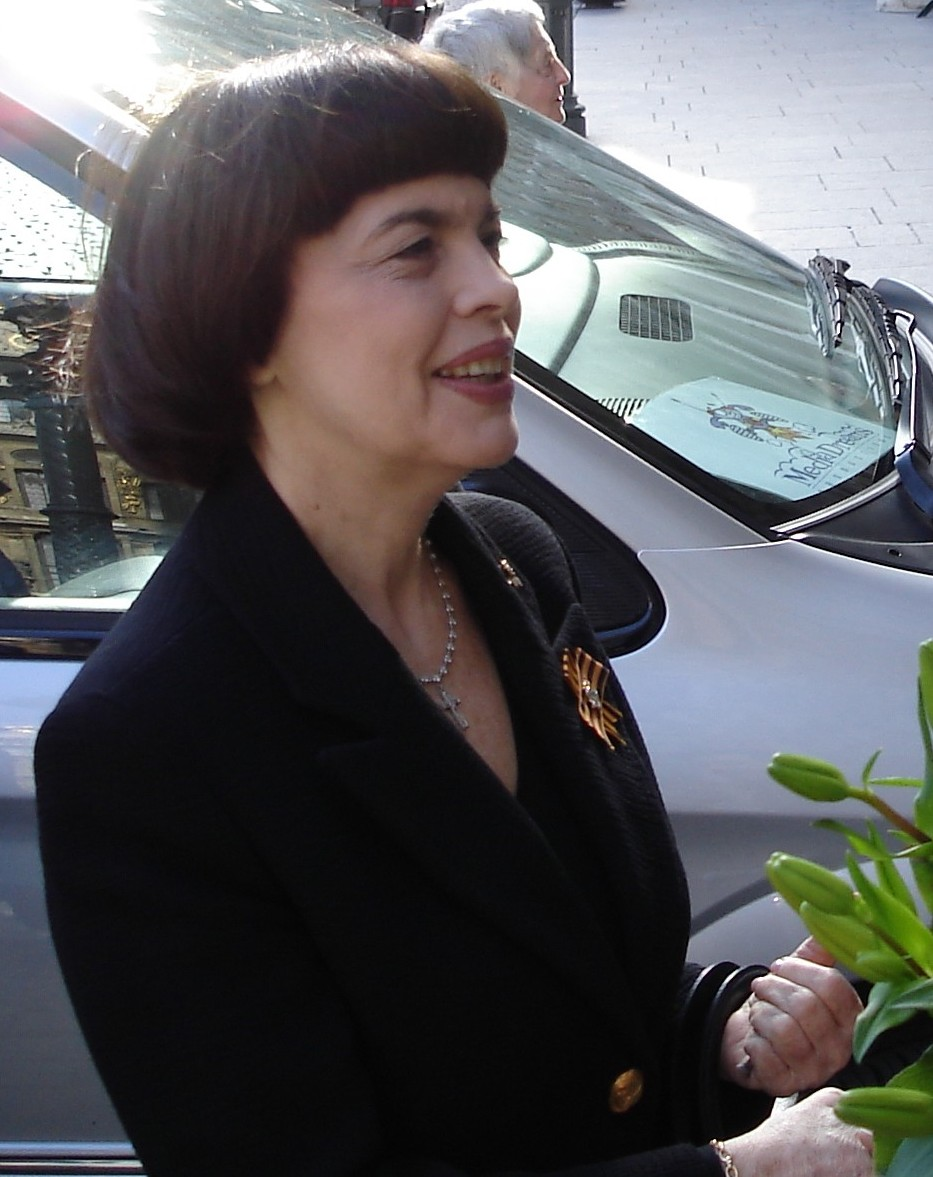
Mireille Mathieu

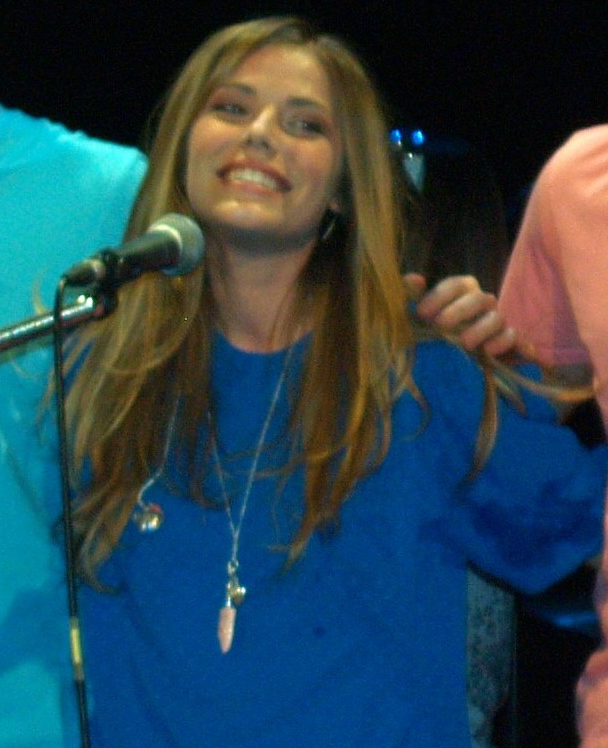
Emma Daumas

- Voir aussi : Catégorie:Naissance à Avignon

### Artistes
- François Hector d'Albert de Rions (° 1728 – † 1802) - Contre-amiral de la flotte royale française qui combattit lors de la Guerre d'indépendance des États-Unis
- Gabriel Alloing (° 1970) - Acteur et metteur en scène
- Georges Aubanel  (° 1896 - † 1978) - Compositeur de musique
- Patrick Baud (° 1979) - Auteur, vidéaste
- Naima Belkhiati (° 1973) - Chanteuse
- Pierre François Bénézet Pamard (° 1728 – † 1802) - Chirurgien et ophtalmologue spécialiste de l'opération de la cataracte
- Alfred Bergier (° 1881 – † 1971) - Peintre membre du Groupe des Treize
- Antonin Berval (°1891 – † 1966) - Chanteur et acteur
- Jean-Joseph Bilfeldt (° 1793 – † 1858) - peintre français
- Henry Blaze de Bury (° 1813 – † 1888) - écrivain, poète, dramaturge, critique littéraire, artistique et musical et compositeur français.
- Jean-Marie Bon (° 1923 – † 1998) - Acteur
- Pierre Bondon (° 1716 – † 1781) - Sculpteur et architecte
- Michel Bonnaud (° 1934 - † 2008) - Artiste peintre
- Joseph Bonnefille, (° 1828 – † 1896) - Sculpteur
- Guy Bonnet (° 1945) - Compositeur-interprète
- Émile Bouneau (° 1902 - † 1970) - Artiste peintre
- Daniel Bourgue (° 1937) - Corniste
- Maurice Bourgue (° 1939) - Hautboïste
- Jean-Louis Brian (° 1805 – † 1864) - Sculpteur
- Clément Brun (° 1868 – † 1920) - Peintre fondateur du Groupe des Treize
- Jean-Baptiste Brunel (1844-1919) - Peintre
- Pierre-Gabriel Buffardin (° 1690 —↑1768) - Compositeur
- Caroline Cartier (° 1948 - † 1991) - Actrice
- Jean-Charles Chagachbanian (° 1972) - Acteur
- Victor Crumière (° 1895 - † 1950) - Peintre
- Emma Daumas (° 1983) - Chanteuse
- Hélène Devilleneuve (° 1969), hautboïste
- Bernard Di Mambro (° 1945 - † 2013) - Acteur
- Dondieu Divin (° 1968)  -  Pianiste, violoncelliste et arrangeur
- Jérôme Ducros (° 1974) - Pianiste
- Renée Elzière (° 1926 – † 2016) - Danseuse étoile du ballet de l'Opéra d'Avignon
- Claude-André Férigoule (° 1863 – † 1946)Antoine Saint-John - Sculpteur
- Louis Fernez (° 1900 - † 1984) - Dessinateur
- Claude Firmin (° 1864 – † 1944) - Peintre membre du Groupe des Treize
- Jules Flour (° 1864 – † 1921) - Peintre membre du Groupe des Treize
- Agricol-Joseph Fortia d'Urban (° 1756 – † 1843) - Historien
- François II Franque (° 1710 - † 1793) - Architecte, fils de Jean-Baptiste Franque
- Thomas Girard (° 1963)  - Pianiste, neveu de l'académicien René Girard
- Jean-Pierre Gras (° 1879 – † 1964) - Sculpteur membre du Groupe des Treize
- Jean-Marie de Grimaldi (° 1796 – † 1872) - Metteur en scène de théâtre, entrepreneur et homme politique
- Antoine Grivolas [° 1843 – † 1902] - Peintre
- Pierre Grivolas (° 1823 – † 1906) - Peintre
- Albert Guille (° 1854 – † 1914) - Ténor d'opéra
- Joseph Hurard (° 1887 – † 1956) - Peintre membre du Groupe des Treize
- Gil Jouanard (° 1937) - Poète
- Roger Joubert (° 1929) - Acteur et compositeur vivant au Québec
- Édouard-Auguste Imer (° 1820 – † 1881) - Peintre
- Antoine Le Moiturier (° 1425 – † 1493) - Sculpteur (gothique)
- Alfred Lesbros (° 1873 – † 1940) - Peintre membre du Groupe des Treize
- Eva Lopez - Chanteuse
- Jean-Claude Malgoire (° 1940 - † 2018) - Hautboïste, musicologue et chef d'orchestre
- Pierre-Yves Massot (° 1977) - Photojournaliste
- Mireille Mathieu (° 1946) - Chanteuse de variétés
- Joseph Meissonnier (° 1864 – † 1943) - Peintre membre du Groupe des Treize
- Olivier Messiaen (° 1908 – † 1992) - Compositeur
- Pierre II Mignard (° 1640 – † 1725) - Peintre et architecte, membre de l’Académie royale d’architecture
- Louis Agricol Montagné (° 1879 – † 1960) - Peintre membre du Groupe des Treize
- Jean-Joseph Mouret (° 1682 – † 1738) - Compositeur
- Alfred Pamard (° 1837 – † 1920) - Chirurgien, président de l'Académie de Vaucluse
- Paul Pamard (° 1802 – † 1872) - Chirurgien, maire d'Avignon, député du Vaucluse
- Pierre Parrocel (° 1670 – † 1739) - Peintre
- Agricol Perdiguier (° 1805 – † 1875) - Compagnon du tour de France dit Avignonnais la Vertu, écrivain et homme politique français
- Jean Péru (° 1650 – † 1723) - Architecte et sculpteur
- Antoine Peyrol (° 1709 - † 1779) - Noëliste
- Ponce (°1991) - Streamer, vidéaste
- Henri Rondel (° 1857 – † 1919) - Peintre
- Auguste Roure (° 1878 – † 1936) - Peintre
- Antoine Roussin (° 1819 – † 1894) - Peintre
- François de Royers de la Valfenière (° 1575 – † 1667) - Architecte
- Paul Saïn (° 1853 – † 1908) - Peintre
- Antoine Saint-John (° 1940) - Acteur
- Fernand Sardou (° 1910 – † 1976) - Chanteur et acteur
- Jean Sully-Dumas (1916-2014), grand couturier et costumier de théâtre et d'opéra
- Suzane (°1990) - Autrice-compositrice-interprète
- Lou Tchimoukow (° 1878 – † 1963)  - Dit Lou Bonin, de son vrai nom Louis Bonin, acteur et assistant réalisateur, graphiste et affichiste, membre du Groupe Octobre
- Béatrice Tékielski dite « Mama Béa » (° 1948) - Auteur-compositeur-interprète
- François Theurel (° 1983) - Vidéaste
- Antoine Trial (°1737 – † 1795) - Chanteur et acteur
- Jean-Claude Trial (°1732 – † 1771) - Violoniste et compositeur
- Michel Trinquier (° 1931) - Peintre
- Évariste de Valernes (° 1816 - † 1896 ), peintre vauclusien
- Claude Joseph Vernet (° 1714 – † 1789) - Peintre

### Sportifs et Sportives

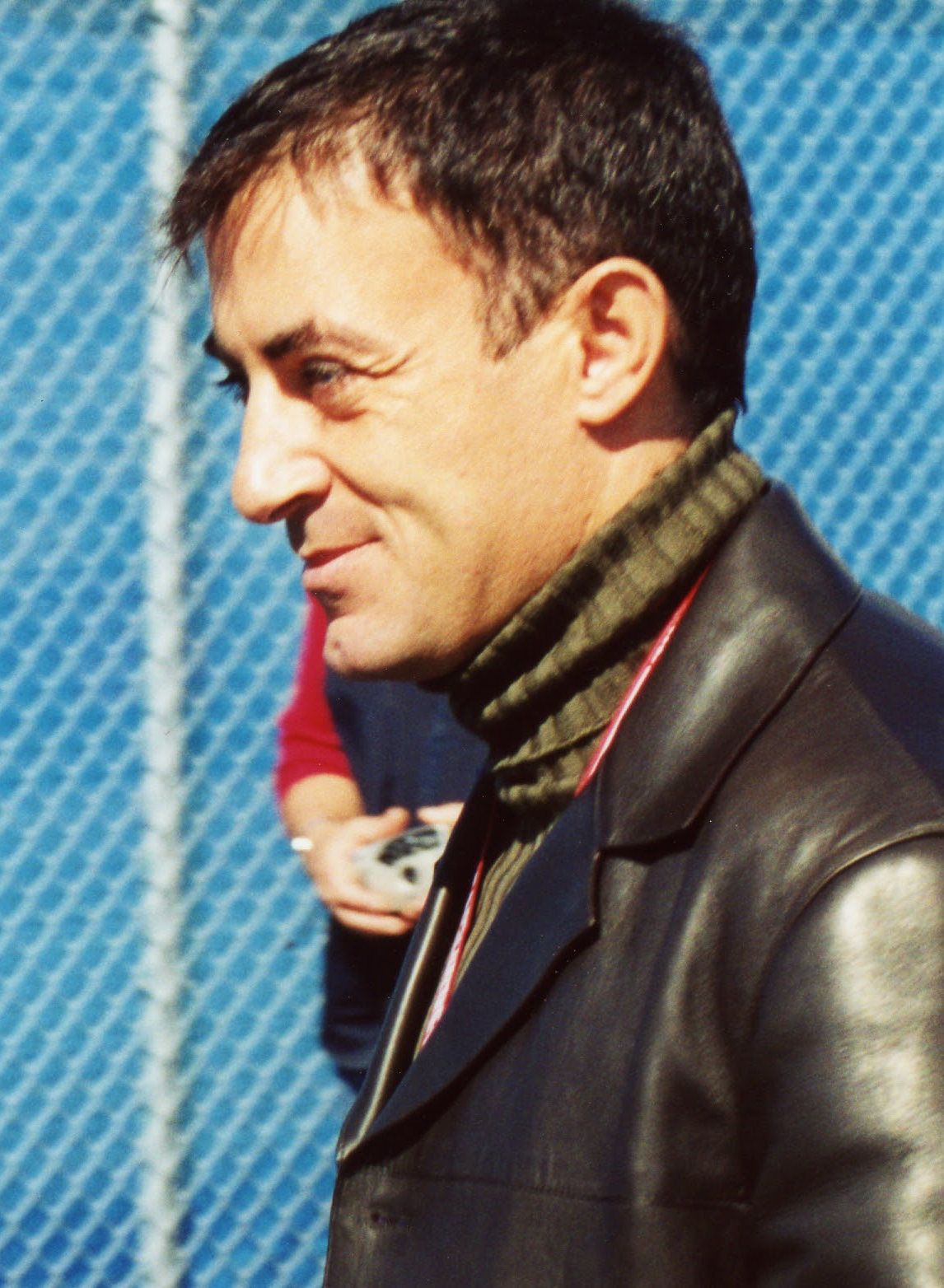
Jean Alesi

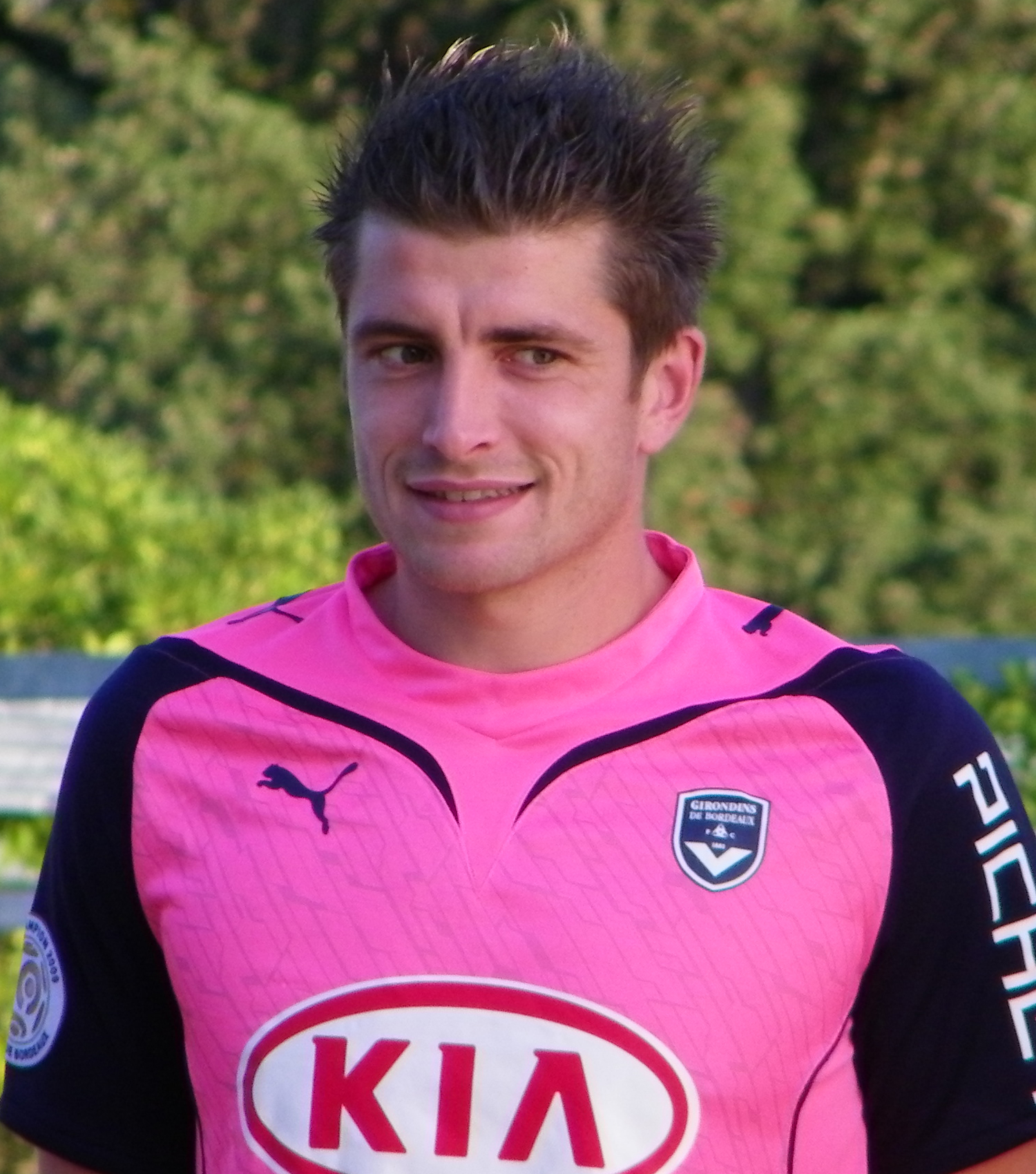
Cédric Carrasso

- Jean Alesi (°1964 - ) - Pilote de F1
- Boumedienne Allam (°1979 - ) - Rugbyman international
- Camille Ayglon (°1985 - ) - Handballeuse internationale ( Arrière Droite et Ailiére droite du HB Metz métropole)
- Anthony Ayme (°1988 - ) - Raseteur (concourant au trophée des As[1])
- Jérémie Azou (°1989 - ) - Rameur
- Younès Belhanda (°1990) - Footballeur ( Milieu Offensif du Dynamo Kiev)
- Ismaël Bennacer - Footballeur (AC Milan)
- André Biancarelli (° 1970) - Footballeur et entraîneur
- Mathias Bourgue (°1994 - ) - Tennisman
- Cédric Carrasso (°1981 - ) - Footballeur (Gardien des Girondins de Bordeaux)
- Johann Carrasso (°1988 - ) - Footballeur (Gardien du Montpellier Hérault Sport Club)
- Boris Chambon (°1975 - ) - Pilote de Supermotard
- Patrick Collot (°1967 - ) - Footballeur
- Patrick Cubaynes (°1960 - ) - Footballeur
- Lucien De Macedo (°1967 - )- Joueur international de rugby à XIII
- Éric Di Meco (°1963 - ) - Footballeur international
- Vincent Duport (°1987) - Joueur de rugby à XIII
- Éric Garcin (°1965 - ) - Footballeur et entraîneur
- Tony Gigot (°1990) - Joueur de rugby à XIII ( Demi d'ouverture chez les Dragons Catalans)
- Jonathan Lacourt (°1986 - ) - Footballeur ( Milieu de terrain de Valenciennes FC)
- Nicolas Marx (°1974 - ) - Footballeur
- Cédric Mouret (°1978 - ) - Footballeur
- Benoît Paire (°1989 - ) - Tennisman
- Ludovic Radosavljevic (°1989 - ) - Rugbyman
- Rémi Rippert (°1971 - ) - Basketteur
- Bruno Savry (°1974 -) - Footballeur
- Samy Schiavo (°1975 - ) - Lutteur en catégorie combat libre
- Jérôme Pérez (°1982 - ) - Footballeur
- Fouad Yaha (°1996) - Joueur de rugby à XIII

### Philosophes, poètes, écrivains

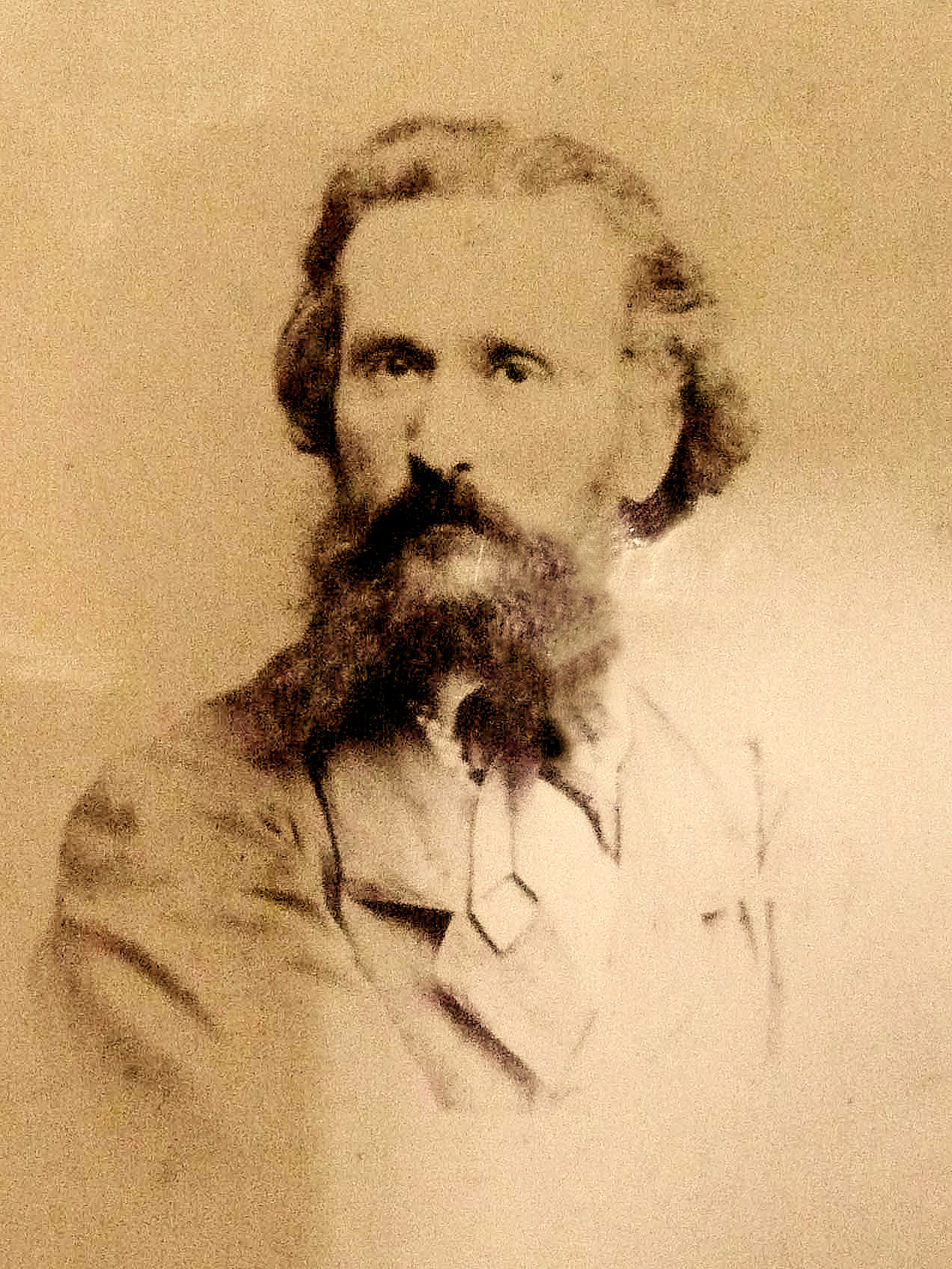
Jean Brunet

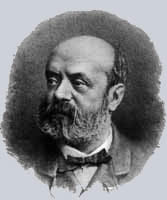
Théodore Aubanel

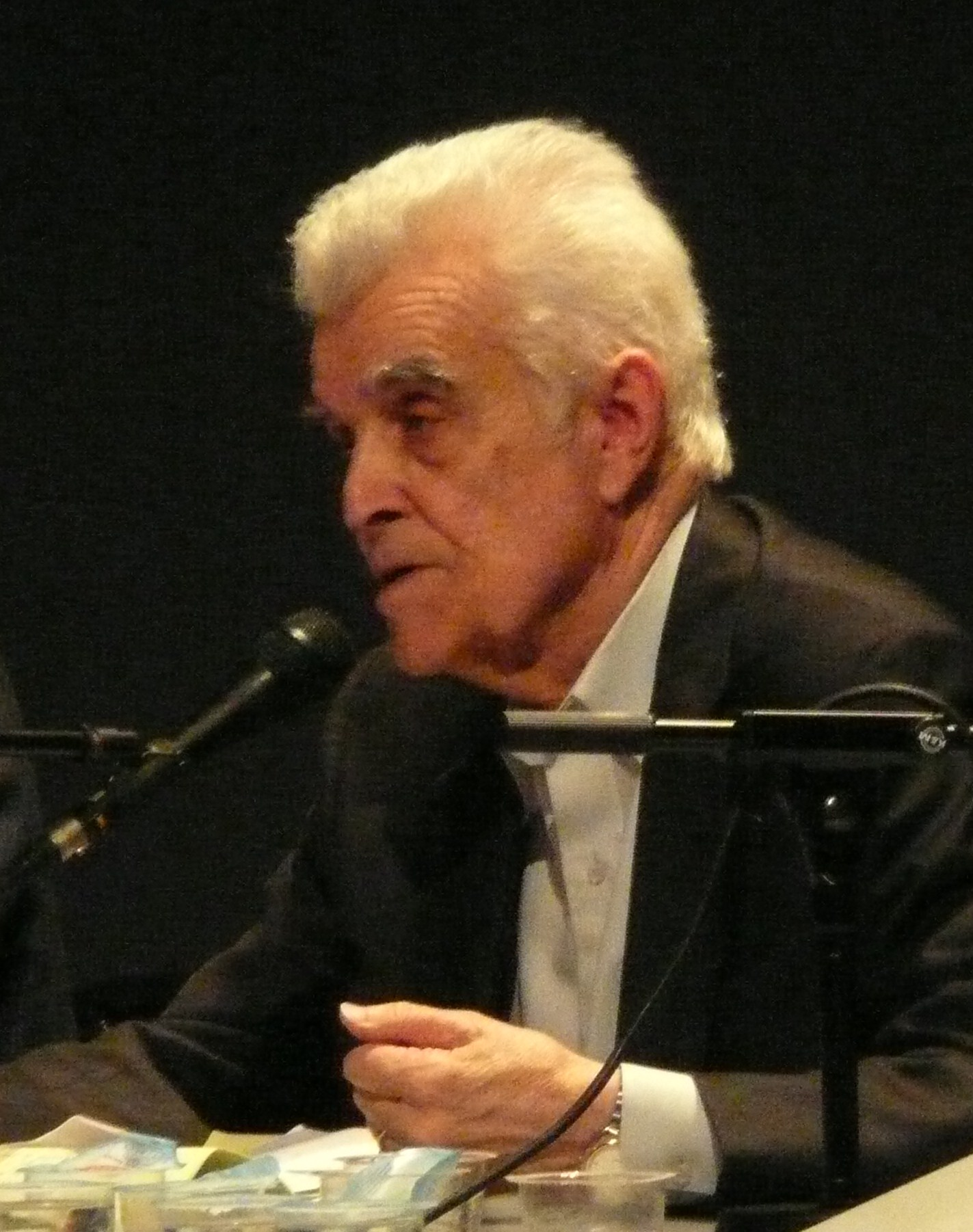
René Girard

- Daniel Arsand (° 1950) - Écrivain et éditeur
- Théodore Aubanel (° 1829 – † 1886) - Poète provençal, cofondateur du Félibrige
- Fernand Benoit (° 1892 – † 1969) - Historien et archéologue
- Yves Berger (° 1931 – † 2004) - Écrivain
- Henri Bosco (° 1888 – † 1976) - Romancier
- Pierre Boulle (° 1912 – † 1994) - Écrivain
- Jean Breton (° 1930 – † 2006) - Poète et fondateur, à Avignon, de la revue Les Hommes sans épaules
- Jean Brunet (° 1823 – † 1894) - Poète provençal, cofondateur du Félibrige
- Agnès Cabrol (° 1964 - † 2007) - Égyptologue
- Pierre Favier (° 1946) -  Journaliste
- Sylvain Gagnière (° 1905 – † 1997) - Historien et archéologue
- Paul Garde (°1926 - ) - Professeur émérite de langues et littératures slaves
- Paul Giéra (° 1816 – † 1861) - Poète provençal, cofondateur du Félibrige
- René Girard (° 1923– † 2015) – anthropologue et philosophe, élu à l'Académie française en 2005.
- Gil Jouanard (° 1937) – Écrivain
- Paul Manivet (° 1856 – † 1930) - Poète
- Bernar Mialet (° 1956) - Poète et éditeur
- Abraham ben Mordecai Farissol (°1451 - † 1525 ou 1526) - géographe et cosmographe
- Jeanne-Marie Petitjean de la Rosière (1875-1947) - Écrivain
- Vincent Péréa (° 1990) - Écrivain (biographe de l'actrice américaine Natalie Portman[2])
- Esprit Pezenas (° 1692 - † 1776) - Astronome
- Mazarine Pingeot-Mitterrand (° 1974) - Écrivain
- Armand de Pontmartin (° 1811 – † 1890) - Littérateur
- Emmanuel Ratier (° 1957 † 2015) - Journaliste d'extrême droite, rédacteur en chef de Minute
- Jacques Revel (° 1942) -  Historien, directeur d'études à l'École des hautes études en sciences sociales
- Henri Rode (° 1917 – † 2004) - Écrivain et poète

### Divers

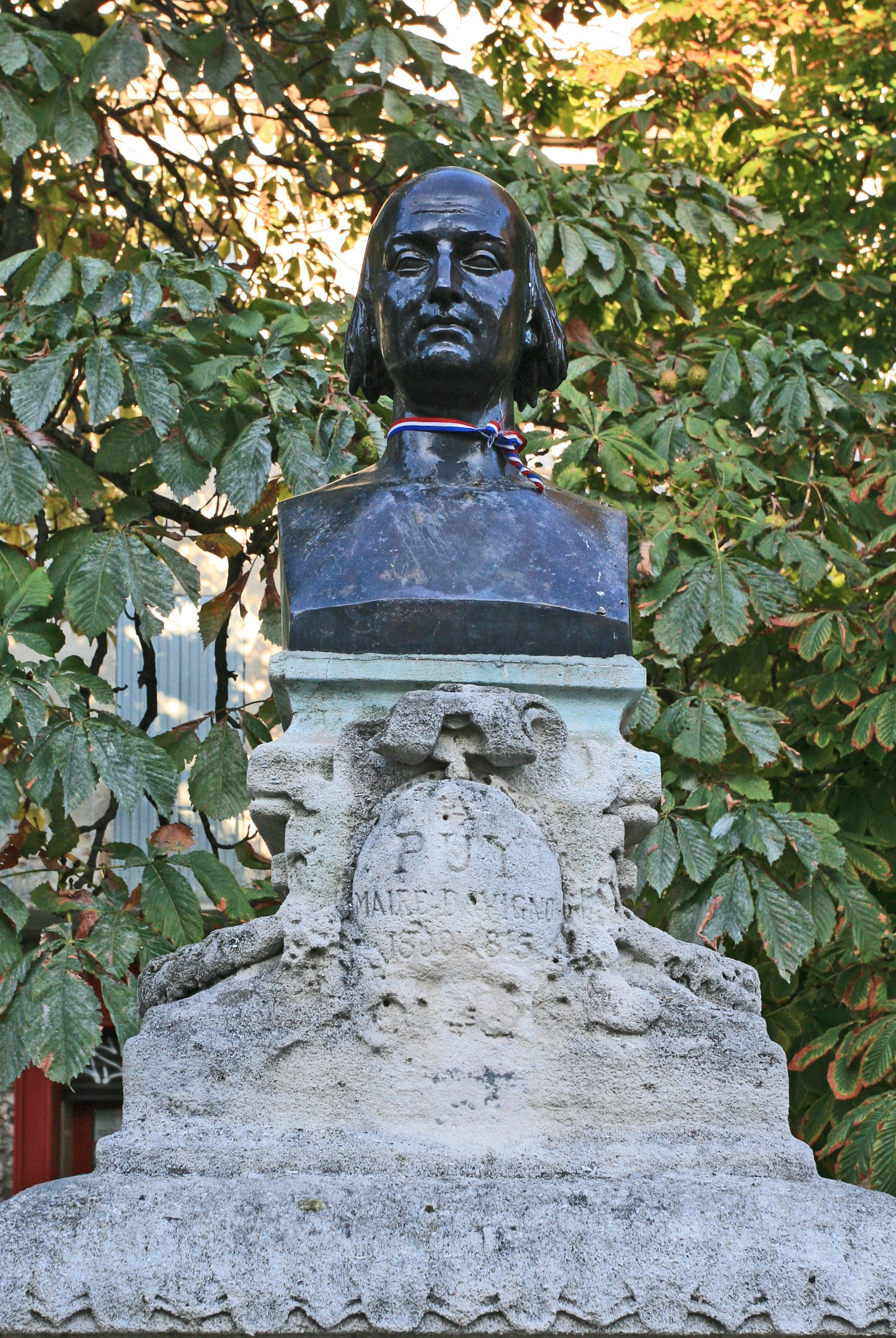
Guillaume Puy

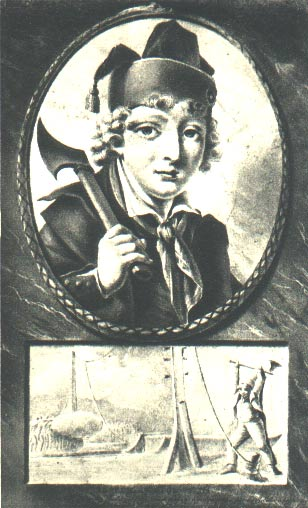
Joseph Viala

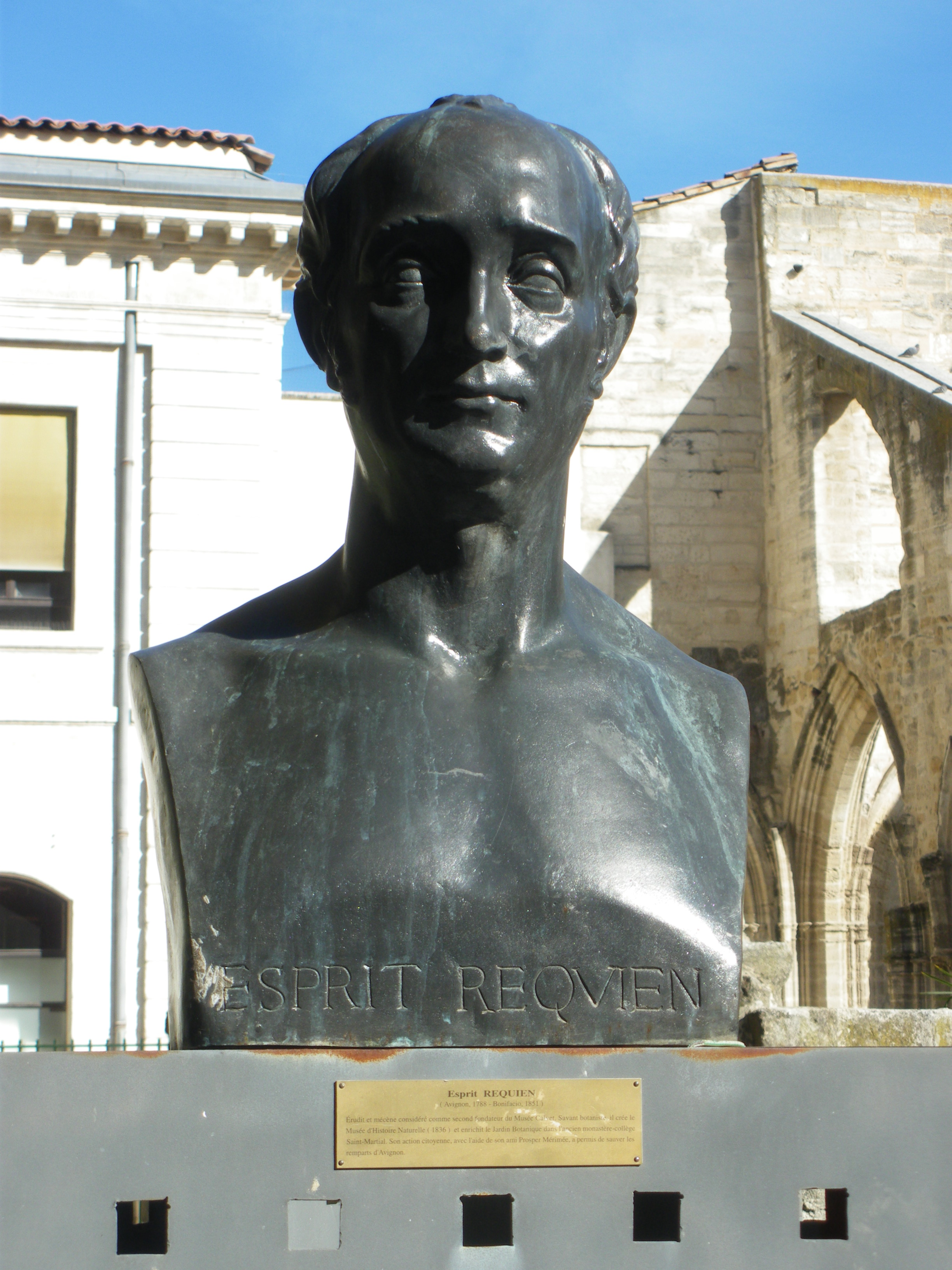
Esprit Requien

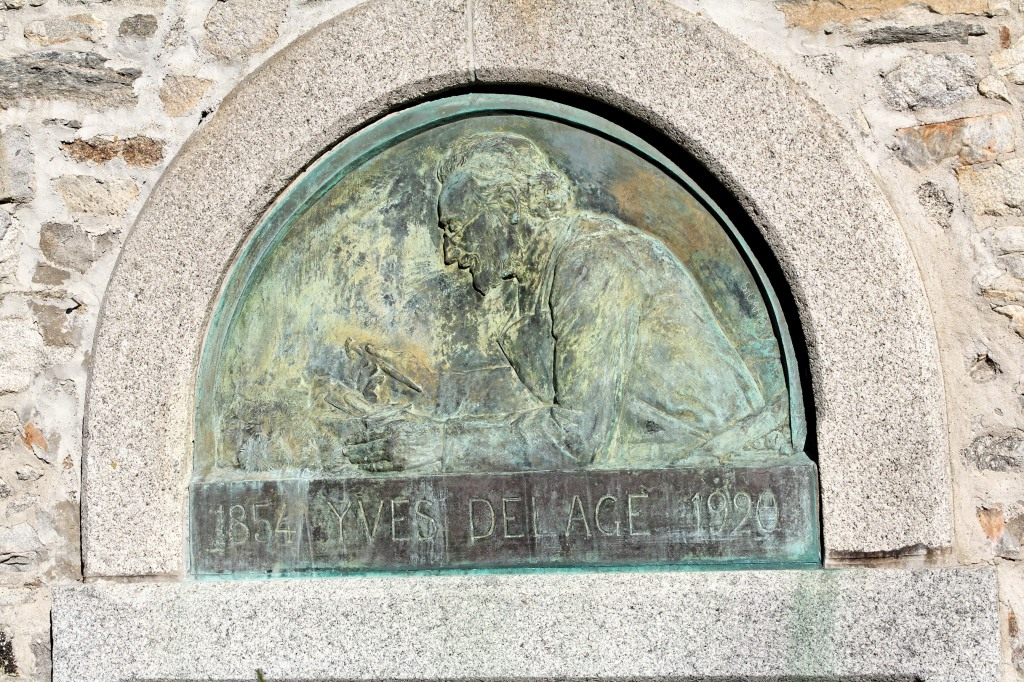
Yves Delage
Station de Roscoff

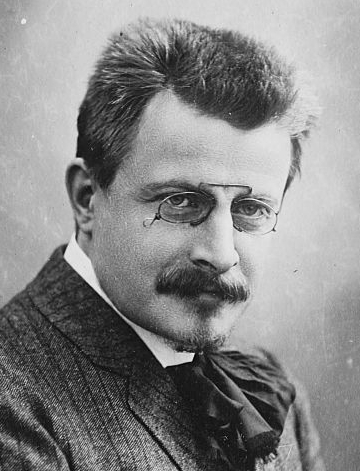
Antoine Mariotte

- Jean-Marie Albertini (°1929 – † 2014) - Économiste
- Edmond Alphandéry (° 1943) - Homme politique, ancien ministre
- Christian Audigier (° 1958 – † 2015) - Styliste de mode
- Jean Autrand (° 1870 – † 1941) - Pasteur et homme politique
- Agricol d'Avignon (° 627 – † 700) - Enterré dans la collégiale Saint-Agricol, il fut déclaré, en 1647, patron de la ville par l'archevêque César Argelli[3].
- Louis Des Balbes de Berton de Crillon, duc de Mahon (°1717 – † 1796) - Militaire, commandant général des armées espagnoles
- Jules Barrême (° 1849 – † 1886) - Haut fonctionnaire
- Philippe Toussaint Joseph Bordone (° 1821 – † 1892) - Médecin de marine et écrivain
- Étienne Antoine Boulogne (° 1747 – † 1825) - Aumônier de Napoléon 1er, évêque de Troyes, baron d’Empire (1808), Pair de France et Comte en 1822
- Fabrice Brun (°1968) - Député de l'Ardèche
- Jacques Brunschwig-Bordier (1905-1977), résistant, organisateur des réseaux Libération-Sud puis Libération-Nord, Compagnon de la Libération[4]
- Philippe de Cabassolle (° 1305 – † 1372), cardinal d'Avignon et régent du royaume de Naples
- Esprit Calvet (° 1728 – † 1810) - Médecin et collectionneur
- Joseph de Cheylus (°1717 – † 1797) - Prélat français né à Avignon, il fut évêque de Tréguier, Cahors et Bayeux et premier maire de Bayeux. Il mourut en exil à Jersey.
- Pierre-Joseph Christophle (° 1715 – † 1781) - Architecte
- Augustin Danyzy (° 1698 – † 1777) - Professeur de mathématiques et d'hydrographie
- Yves Delage (° 1854 – † 1920) - Zoologiste
- Jean Étienne Benoît Duprat (° 1752 – † 1809) - Général de brigade sous l'Empire
- Marie-Justine-Benoîte Duronceray (° 1727 – † 1772) - Comédienne, épouse Favart
- Jean Duprat (° 1760 – † 1793) - Maire révolutionnaire d'Avignon et député girondin
- Charles-François Félix (°1635 – † 1703) - Chirurgien
- Hubert de Folard (° 1709 – † 1799) - Diplomate, ministre de France, conseiller d'État
- Jean-Charles de Folard (° 1669 – † 1752) - Dit le Chevalier. Auteur et stratège
- Michèle Fournier-Armand (° 1946) - Députée et conseillère général de Vaucluse
- Bernard Ginoux (° 1947) - Évêque
- Félix Guignot (°1888 - † 1959) - Médecin et entomologiste
- Albert Guérin (1893 - 1974), représentant de la France libre en Argentine, Compagnon de la Libération
- Guy Héraud (°1920 – † 2003) - Homme politique
- Alfred Jules-Julien (° 1882 – † 1977) - Homme politique
- Bernard Kouchner (° 1939) - Médecin, homme politique
- Jean-Pierre Lambertin (° 1945) - Député et conseiller général de Vaucluse
- Eugène Magne (° 1873 - † 1950) - Journaliste et homme politique
- Pierre Antoine Anselme Malet (1773-1815) ,général des armées de la République et de l'Empire y est né.
- Antoine Mariotte (° 1875 – † 1944) - Compositeur
- Jean-Baptiste Meynier (1749-1813), général des armées de la République et de l'Empire, décédé le 3 décembre 1813 à Mayence (Allemagne).
- Bernard Millet (°1958) - Conservateur du patrimoine français
- Agricol Minvielle (° 1764 – † 1793) - Député girondin à la Convention Nationale
- Gabriel Minvielle (° 1768 – † 1802) - Maire révolutionnaire d'Avignon
- André Monleau (° 1759 - † 1810) - Général des armées de la République et de l'Empire, né à Avignon et décédé à Givet (Ardennes).
- Agricol Moureau (° 1766 - † 1842) - Initiateur de la création du département de Vaucluse et membre du C
- Yves Mourier (1912-1948), Officier pilote du Normandie-Niemen, Compagnon de la Libération[5]
- Albert d'Olivier de Pezet (1792-1867), député de Vaucluse, et maire d'Avignon
- Maurice Palun (° 1783 – † 1866) -  Naturaliste
- Henri Dominique Marius de Palys (1722-1803), général des armées de la République, né à Avignon.
- Étienne André François de Paul de Fallot de Beaumont de Beaupré (° 1750 – † 1835) - Évêque de Vaison-la-Romaine, archevêque de Bourges, premier aumônier de Napoléon 1er, baron et comte d'Empire, Pair de France
- Jules-Félix Pernod (° 1870 – † 1928) - Industriel, dépositaire de la marque Anis Pernod en 1918 et metteur en marché de différents apéritifs
- Jules-François Pernod (° 1827 – † 1916) - Industriel, fondateur de l'Anis Pernod
- André Pacifique Peyre (° 1743 - † 1796) - général des armées de la République y est né.
- Emmanuel Mathieu Pézenas (° 1754 – † 1841), militaire et homme politique français des XVIIIe et XIXe siècles.
- Joseph Poncet (° 1791 – † 1866), ancien député de Vaucluse
- Jean Poudevigne (°1922) - Homme politique
- Guillaume Puy (° 1751 – † 1820) - Le maire modèle d'Avignon
- Louis Puy (°1911 – † 1965) - Homme politique devenu maire de Toulon
- Gaston de Raousset-Boulbon (° 1817 - † 1854) - Comte aventurier et flibustier à l'état de Sonora (Mexique)
- Guy Ravier (° 1937) - Maire d'Avignon et député de Vaucluse
- Esprit Requien (° 1788 – † 1851) - Scientifique, naturaliste, botaniste, paléontologue et malacologue
- Alexandre de Rhodes (° 1591 – † 1660) - Prêtre jésuite, linguiste
- Fabrice Sabre (°1974) - Photographe professionnel (Festival off et festival d'Avignon)
- Fabrice Soulier (°1969) - Dit FabSoul, joueur de poker professionnel
- Joseph Agricol Viala (° 1780 – † 1793) - Garçon mort à l'âge de 13 ans lors d'un acte héroïque sous la Révolution. Son nom est gravé sous l'arc de triomphe de Paris
- Karim Zéribi (°1966 ) - Ancien footballeur professionnel, militant syndical et associatif puis homme politique, directeur de la Régie des transports de Marseille.

## Autres personnes en rapport avec Avignon

### Par leur pontificat

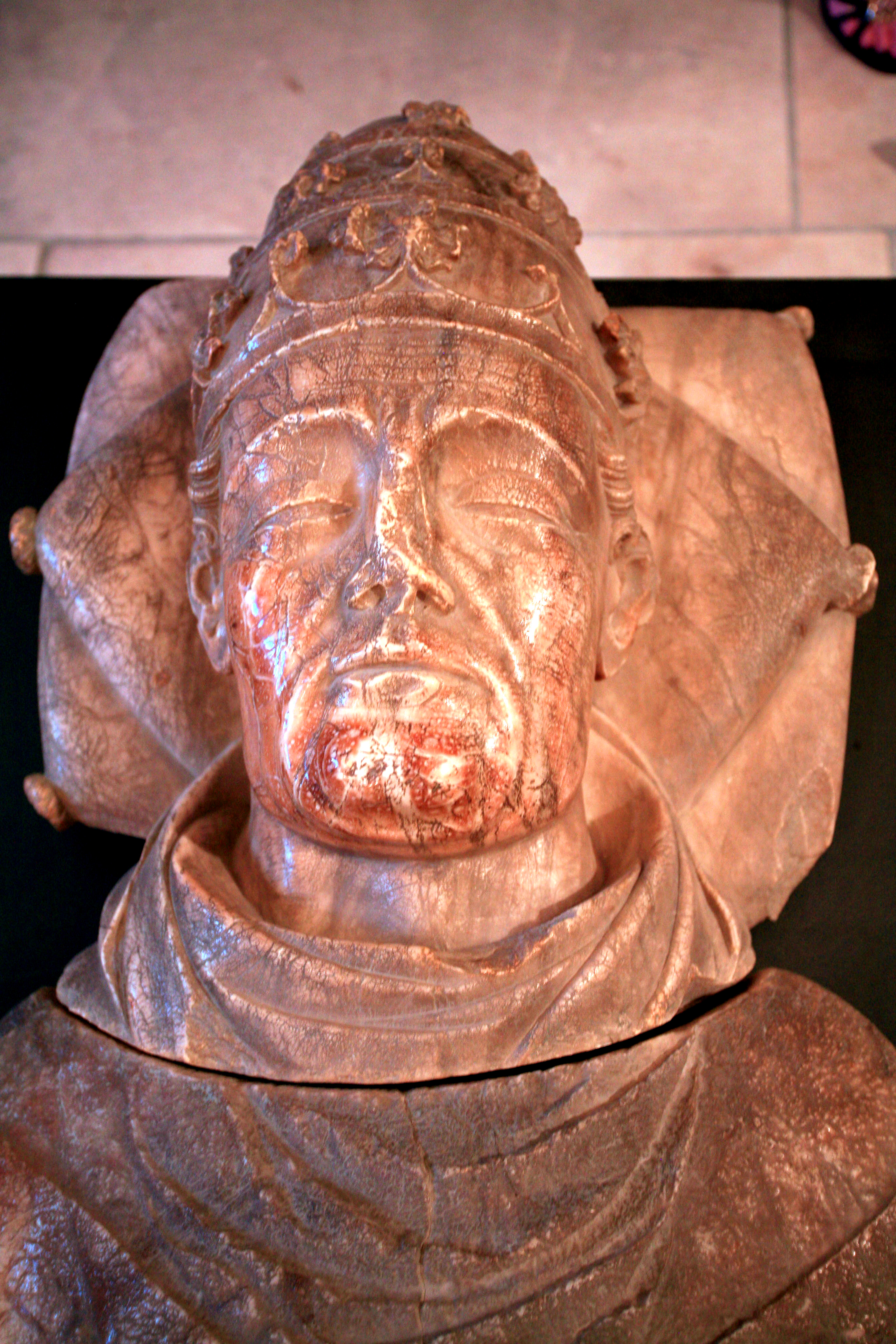
Tête du gisant d'Urbain V

- Benoît XII (° 1285 – † 1342)
- Benoît XIII (° 1329 – † 1423)
- Clément V (° 1264 – † 1314)
- Clément VI (° 1291 – † 1352)
- Clément VII (° 1342 – † 1394)
- Grégoire XI (° 1329 – † 1378)
- Innocent VI (° 1282 – † 1362)
- Jean XXII (° 1244 – † 1334)
- Urbain V (° 1310 – † 1370)

### Par leur légation

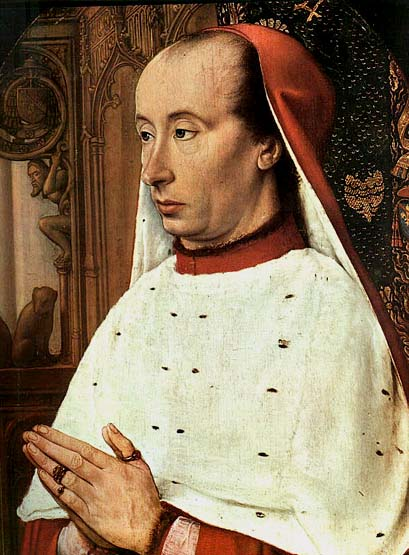
Charles II de Bourbon, légat d'Avignon

- Pierre d'Ailly (° 1351 – † 1420), légat de 1418 à 1420
- Georges d'Amboise (° 1460 – † 1510), légat de 1503 à 1510
- Antonio Barberini (° 1607 – † 1671), légat de 1633 à 1644
- Francesco Barberini (° 1597 – † 1679), légat de 1623 à 1633
- Charles de Bourbon (° 1523 – † 1590), légat et Georges d'Armagnac (°1501 - † 1585), colégat de 1565 à 1585, puis Charles de Bourbon, seul légat de 1585 à 1590
- Charles II de Bourbon (° 1433 – † 1488), légat de 1472 à 1476
- Scipion Caffarelli-Borghèse (° 1576 – † 1633), légat de 1607 à 1621
- Alexandre Farnèse (° 1520 – † 1589), légat de 1541 à 1565
- François Guillaume de Castelnau de Clermont-Lodève (° 1480 – † 1540), légat de 1513 à 1541
- Pierre de Foix (° 1386 – † 1464), légat de 1433 à 1464
- Jules Mazarin (° 1602 – † 1661), vice-légat de 1634 à 1637
- Pierre Ottoboni (° 1610 – † 1691), légat de 1690 à 1691
- Giuliano della Rovere (° 1443 – † 1513), légat de 1476 à 1503

### Par leur rôle militaire

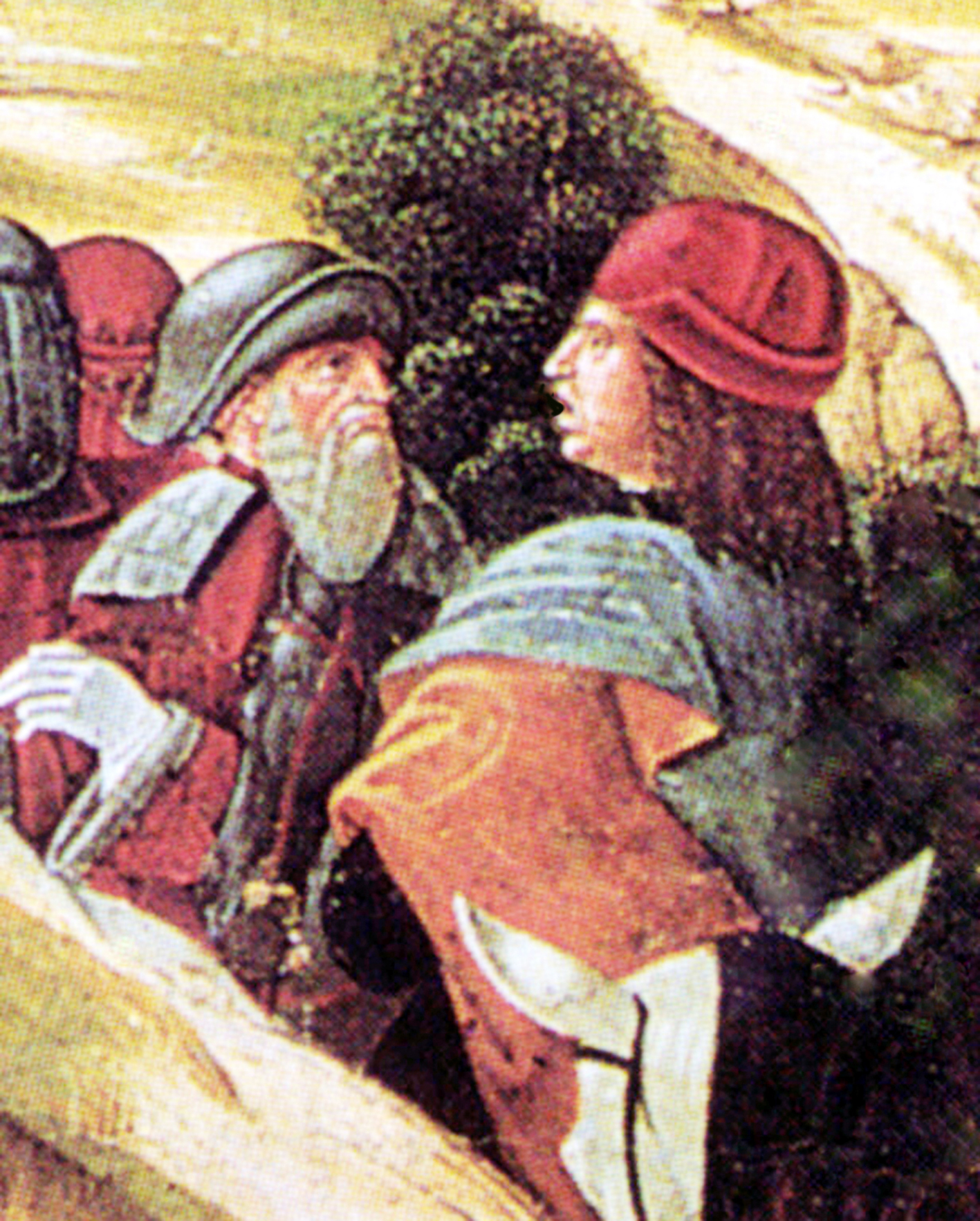
Juan Fernandez de Heredia et Raymond de Turenne

- Aymar d'Aigrefeuille (° 1325 – † 1382) - Maréchal pontifical
- Louis Des Balbes de Berton de Crillon (° 1543 – † 1615) - Dit le « Brave Crillon »
- Guillaume III Roger de Beaufort (° 1332 – † 1395) - Frère de Grégoire XI, Capitaine pontifical et vicomte de Turenne
- Dominique Grimaldi (? – † 1592) – Archevêque d'Avignon et général des armées pontificales
- Juan Fernandez de Heredia (° 1310 – † 1396) - Capitaine des Armes du Comtat Venaissin et Grand Maître des Hospitaliers de Saint-Jérusalem,
- Mathieu Jouve Jourdan (° 1746 – † 1794) - Dit Jourdan Coupe-Tête
- Hugues de la Roche (v. ° 1335 – † 1398) - Maréchal pontifical
- Clément de La Rovère (° 1462 – † 1504) - Neveu de Jules II, Lieutenant-général du légat d'Avignon, Primicier de l'Université d'Avignon
- André Monleau (1759-1810), général des armées de la République et de l'Empire y est né.
- Marie Pierre Hippolyte de Monyer de Prilly (1737-1796), général des armées de la République française y est décédé.
- Jean Isaac Sabatier (1756-1829), général des armées de la République y est décédé.
- Raymond de Turenne (° 1352 – † 1413) - Vicomte de Turenne, Capitaine pontifical en Italie et Capitaine des Armes du Comtat Venaissin

### Par leur activité professionnelle, artistique et politique

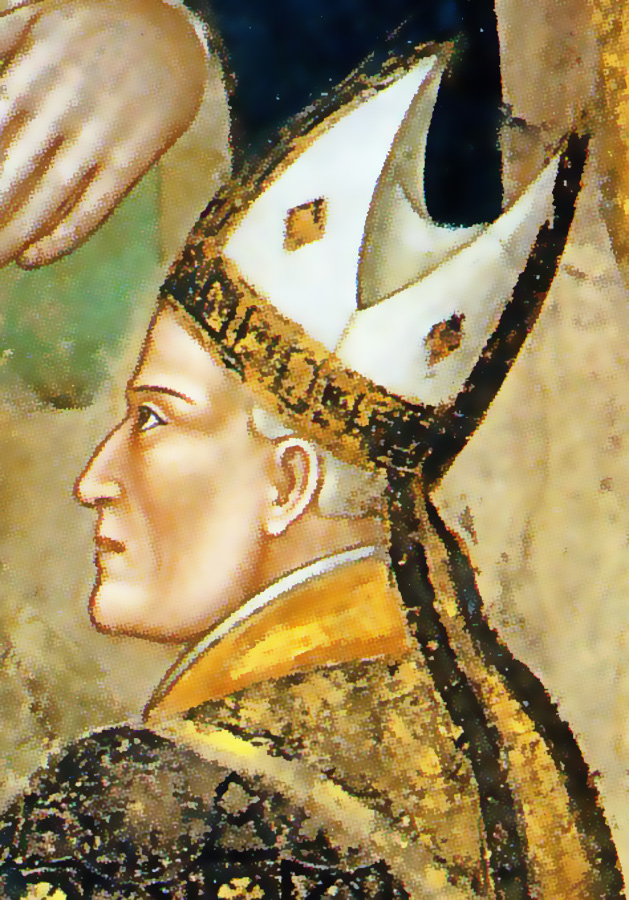
Simone Saltarelli

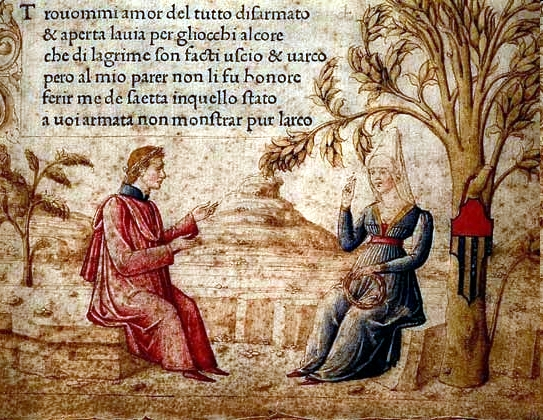
Laure et Pétrarque

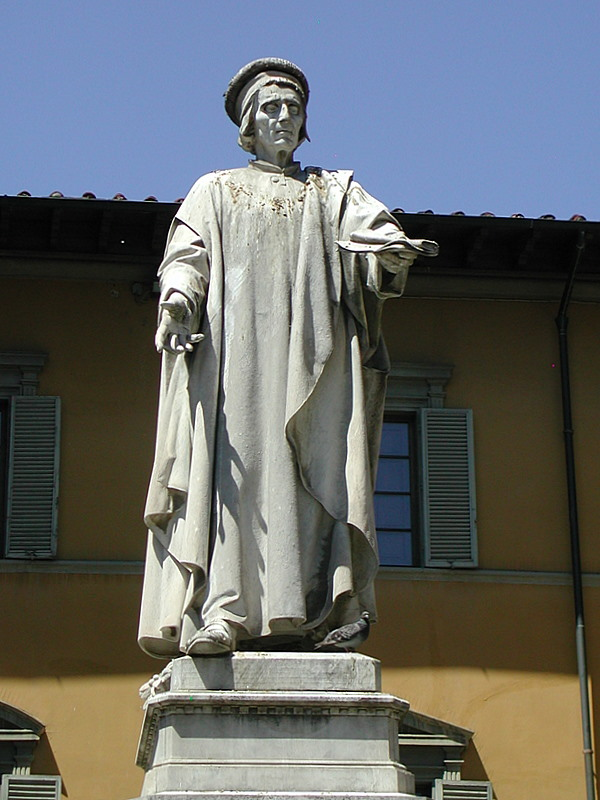
Francesco di Marco Datini

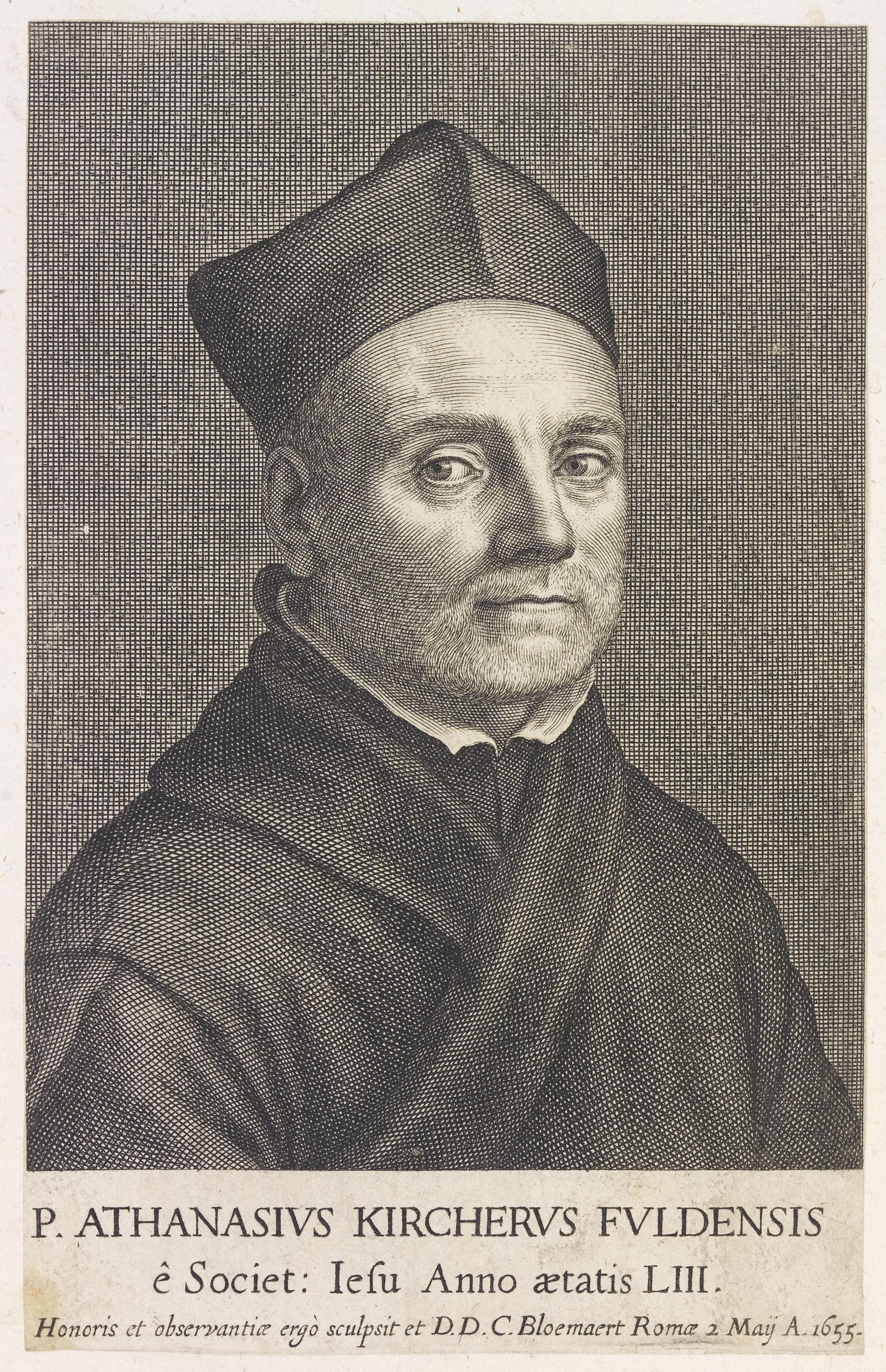
Athanasius Kircher

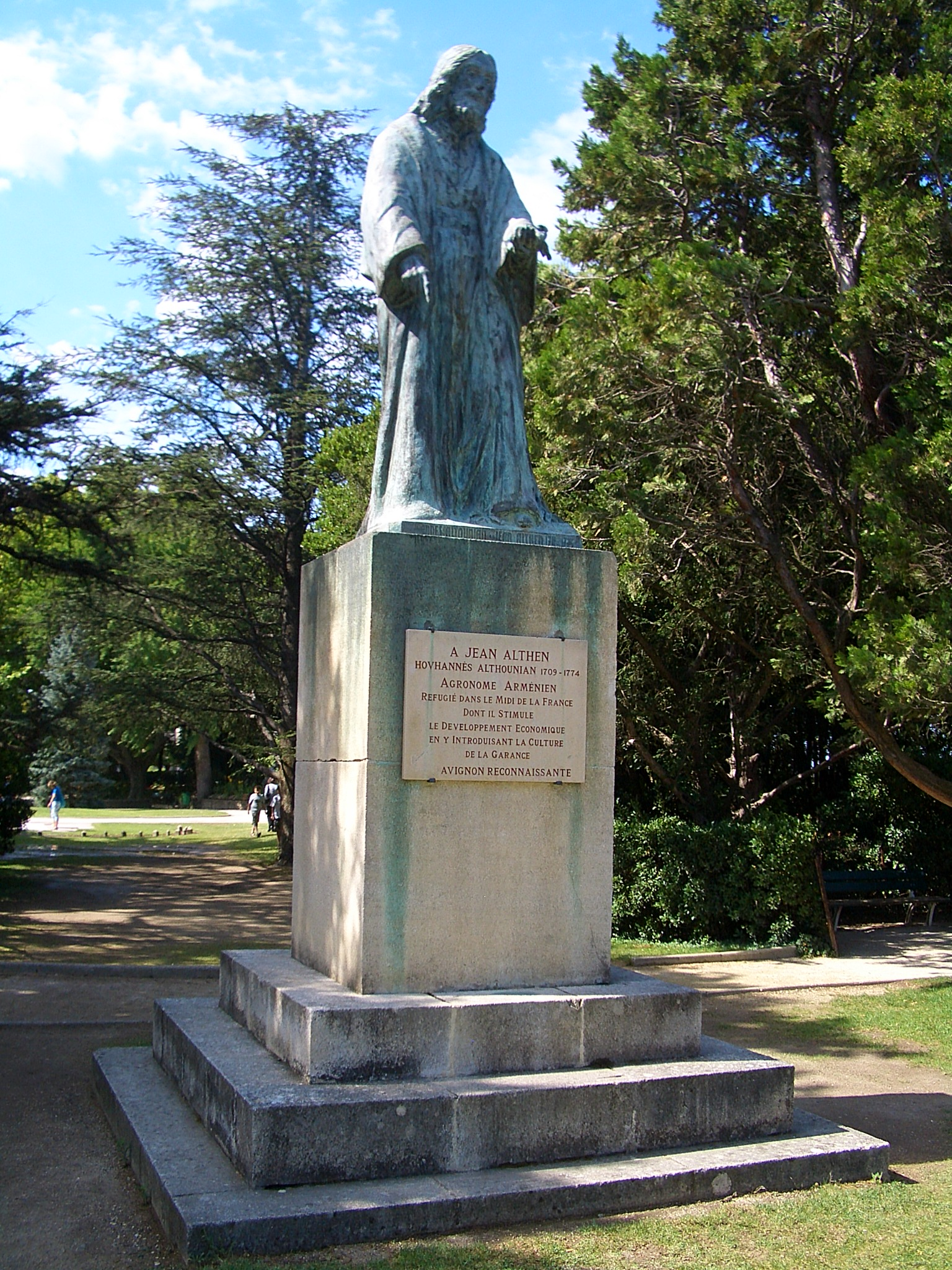
Jean Althen, (Rocher des Doms)

Édouard Daladier

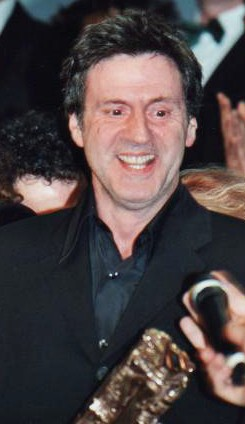
Daniel Auteuil

- Pierre d'Aigrefeuille (? – † 1371) - Évêque d'Avignon
- Jean Althen (° 1710 – † 1774) - Agronome, initiateur de la culture de la garance
- Amans de Robert d'Aqueira de Rochegude (° 1785 – † 1865), député de Vaucluse, né à Avignon
- Daniel Auteuil (° 1950) - Acteur né à Alger, a passé son enfance à Avignon.
- Pierre Alexandre Belladen (° 1871 - † 1920) - Peintre membre du Groupe des Treize
- André Benedetto (° 1934 – † 2009) - Fondateur du Théâtre des Carmes à Avignon
- Auguste Bigand (° 1803 – † 1875) - Peintre très lié à la ville d'Avignon et qui fit de nombreux dons au Musée Calvet
- Marc Bourrier (° 1934) - Joueur de football (1968/72) et entraineur (1972/76) de l'Olympique avignonnais
- Auguste de Cambis d'Orsan (° 1781 – † 1860), député de Vaucluse, né à Avignon
- Jacques de Cambis d'Orsan (° 1810 – † 1847), Ancien député de Vaucluse
- Simon de Châlons (° 1506 – † 1568) - Peintre actif à Avignon de 1532 à 1563
- Johannes Ciconia (v. ° 1330 – † 1412) - Compositeur à Avignon au service d'Aliénor de Comminges, vicomtesse de Turenne
- Léon Colombier (° 1869 – † 1960) - Peintre membre du Groupe des Treize
- Gaston Coulondre (° 1857 - † 1922), juge d'instruction à Avignon, ancien député de Vaucluse
- Alain Crombecque (° 1939 - † 2009) - Directeur du Festival d'Avignon de 1985 à 1992
- Édouard Daladier (° 1884 – † 1970) - Président du Conseil et maire d'Avignon
- Alphonse Daudet (° 1840 – † 1897) - Premier séjour à 15 ans, puis plusieurs rencontres avec les félibres
- Gustave Delestrac (° 1844 - † 1933), Député de Vaucluse, juge d'instruction à Avignon durant 5 ans
- Taxile Delord (° 1815 – † 1877) - Député de Vaucluse
- Francesco di Marco Datini (° 1335 – † 1410) - Le plus grand négociant d'Europe sous les papes d'Avignon
- Jean Du Demaine (° 1836 – † ?) - Député de Vaucluse
- Simona Ertan (° 1923) - Artiste peintre ayant brossé une série de toiles sur le thème d'Avignon (à partir de 1971)
- Jean-Henri Fabre (° 1823 – † 1915) - Écrivain et entomologiste, enseignant à Avignon de 1853 à 1871
- Fabre d'Églantine (° 1750 – † 1794) - Directeur du Théâtre de la Comédie d'Avignon
- Bernard Faivre d'Arcier (° 1944) - Directeur du Festival d'Avignon
- Joseph Forbin des Issarts (° 1775 – † 1851), député de Vaucluse, né à Avignon
- Gérard Gelas (° 1947) - Fondateur du Théâtre du Chêne Noir à Avignon
- Alphonse Gent (° 1813 – † 1894) - Maire d'Avignon et député de Vaucluse
- Joseph Fiacre Olivier de Gérente (° 1744 – † 1837), décédé à Avignon, ancien député de Vaucluse et du Var.
- Matteo Giovannetti (°v. 1322 – † 1368) - Peintre du palais des papes de Clément VI
- Frédéric Granier (° 1806 – † 1894) - Maire d'Avignon en 1848 et sénateur de Vaucluse
- René Haby (° 1919 – † 2003) - Ministre de l'Éducation Nationale, ancien proviseur du Lycée Frédéric Mistral
- Paul Hermelin  (° 1952) -  Né à Etterbeek, chef d'entreprise, directeur Général de Capgemini, directeur de Cabinet de Dominique Strauss-Kahn, conseiller municipal socialiste d'Avignon
- Jepida  (° 1940) - Caricaturiste et dessinateur de presse résidant à Avignon
- Athanase Kircher (° 1602 – † 1680) - Astronome
- Léo de Laborde (1805-1874) député de Vaucluse, décédé à Avignon
- Stéphane Mallarmé (° 1842 – † 1898) - Plusieurs séjours (1864-1866) pour rencontrer les félibres
- Philippe de Mézières (° 1327 – † 1405) - Chambellan du roi de Chypre, fit jouer en 1373 la première pièce de théâtre en langue vernaculaire à Avignon
- Nicolas Mignard (° 1606 – † 1668) - Peintre, frère de Pierre Mignard
- Frédéric Mistral (° 1830 – † 1914) - Écrivain et prix Nobel, fit ses études à Avignon où un lycée porte son nom
- Mary Wortley Montagu (° 1689-1762) - Écrivaine britannique qui vécut vers la fin de sa vie à Avignon dans un moulin transformé en habitation
- Joseph-Michel Montgolfier (° 1740 – † 1810) - Inventeur en 1782 à Avignon du principe de l'aérostation
- Nostradamus, (° 1503 – † 1566) - étudiant de l'Université d'Avignon où il devint bachelier ès arts
- Paul Pamard (° 1802 – † 1872), maire d'Avignon et député de Vaucluse, né à Avignon
- Angelo Parisi (° 1953) - Judoka, professeur de judo à Avignon, champion d'Angleterre, champion de France, champion d'Europe, médaillé d'or aux Jeux Méditerranéens, vice-champion olympique et champion olympique en 1980.
- Anne-Marguerite Petit Dunoyer (° 1663 – † 1779) - Femme de lettres qui séjourna longuement à Avignon
- Pétrarque (° 1304 - † 1374) – Poète. Rencontre Laure le 6 avril 1327 à la sortie de l'église Sainte-Claire d'Avignon
- Joseph Pézenas de Pluvinal (° 1754 – † 1841), ancien député de Vaucluse
- Armand Jean du Plessis de Richelieu (°1585 – † 1642) - Cardinal et ministre de Louis XIII, en exil à Avignon de 1618 à 1619
- Paul Puaux (° 1920 – † 1998) - Successeur de Jean Vilar à la direction du Festival d'Avignon
- Jean-Philippe Rameau (° 1683 – † 1764) - Maître de musique à Notre-Dame des Doms à l'âge de 20 ans
- Marie-Josée Roig (° 1938) - Maire d'Avignon, député de Vaucluse et ministre
- Willy Ronis, (° 1910 - † 2009) - Photographe, professeur à l’École des Beaux-Arts d'Avignon
- Dominique Rousseau (° 1954) - Auteur de bandes dessinées vivant à Avignon.
- Jean-Baptiste Saint-Martin (° 1840 - † 1926) - Député de Vaucluse et directeur de l’École des Beaux-Arts d'Avignon
- Simone Saltarelli (° 1261 – † 1342) - Procurateur général de l'ordre des dominicains qui résida à Avignon de 1314 à 1324
- Charles Soullier (° 1763 – † 1841) maire d'Avignon et député de Vaucluse
- Dominique Taddei (° 1938) - Ancien adjoint au maire et député de Vaucluse
- Georges Taulier (° 1849 - † 1899), sénateur de Vaucluse, ancien médecin chef des hôpitaux d'Avignon
- Alain Timár - Metteur en scène et plasticien, fondateur du Théâtre des Halles à Avignon
- Sabin Tournal (° 1754 – † 1795) – Rédacteur du Courrier d'Avignon, éditeur du Souper de Beaucaire de Napoléon Bonaparte
- César Joannis de Verclos (° 1786 – † 1861), député de Vaucluse
- Jean Vilar (° 1912 – † 1971) - Fondateur du Festival d'Avignon
- Eugène Viollet le Duc (° 1814 – † 1879) - Réalisa de nombreux plans et la transformation des remparts.

### Par leur enseignement

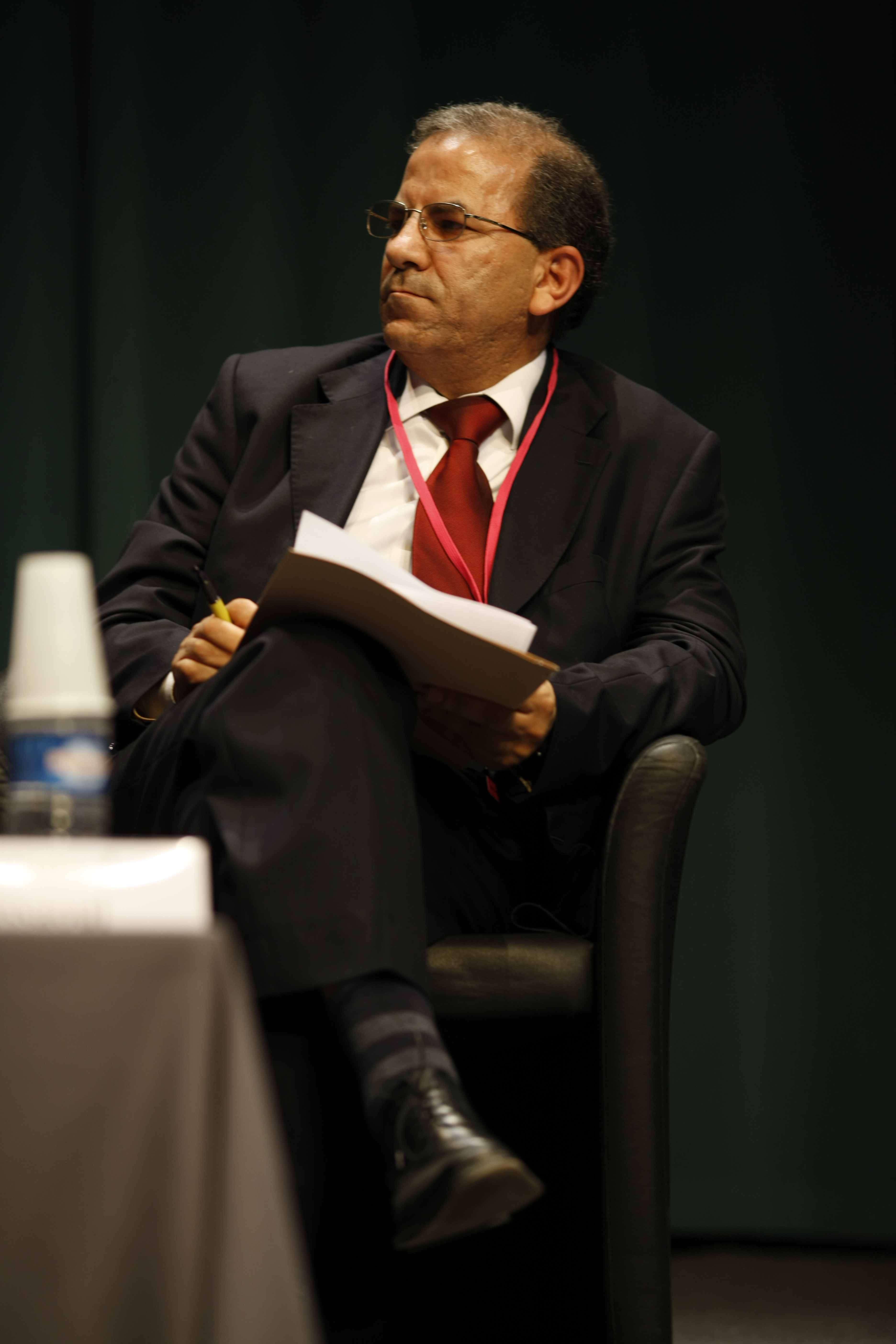
Mohammed Moussaoui

- Jean-Marie Albertini (° 1929 - † 2014) - Économiste
- Philippe Bachimon (° 1955) - Géographe
- Jacques Chiffoleau (° 1951) - Historien
- Emmanuel Ethis (° 1967) - Président de l'université d'Avignon et des Pays de Vaucluse
- Jean-Louis Guigou (° 1939) - Agronome, inspecteur général de l'Éducation nationale
- Yves Jeanneret (° 1951) - Professeur en sciences de l'information et de la communication
- Guy Lobrichon (° 1945) - Historien
- Frédéric Monier (° 1966) - Historien
- Mohammed Moussaoui (° 1964) - Mathématicien
- Natalie Petiteau (° 1963) - Historienne
- Aurélia Schaefer (° 1971) - Danseuse classique et pédagogue
- Françoise Thébaud (° 1952) - Historienne

### Par leur mort
- Voir aussi : Catégorie:Décès à Avignon

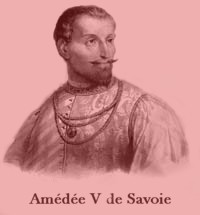
Amédée V de Savoie

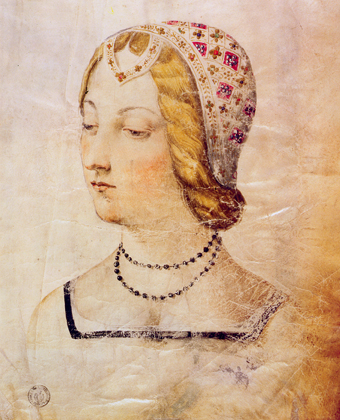
Laure

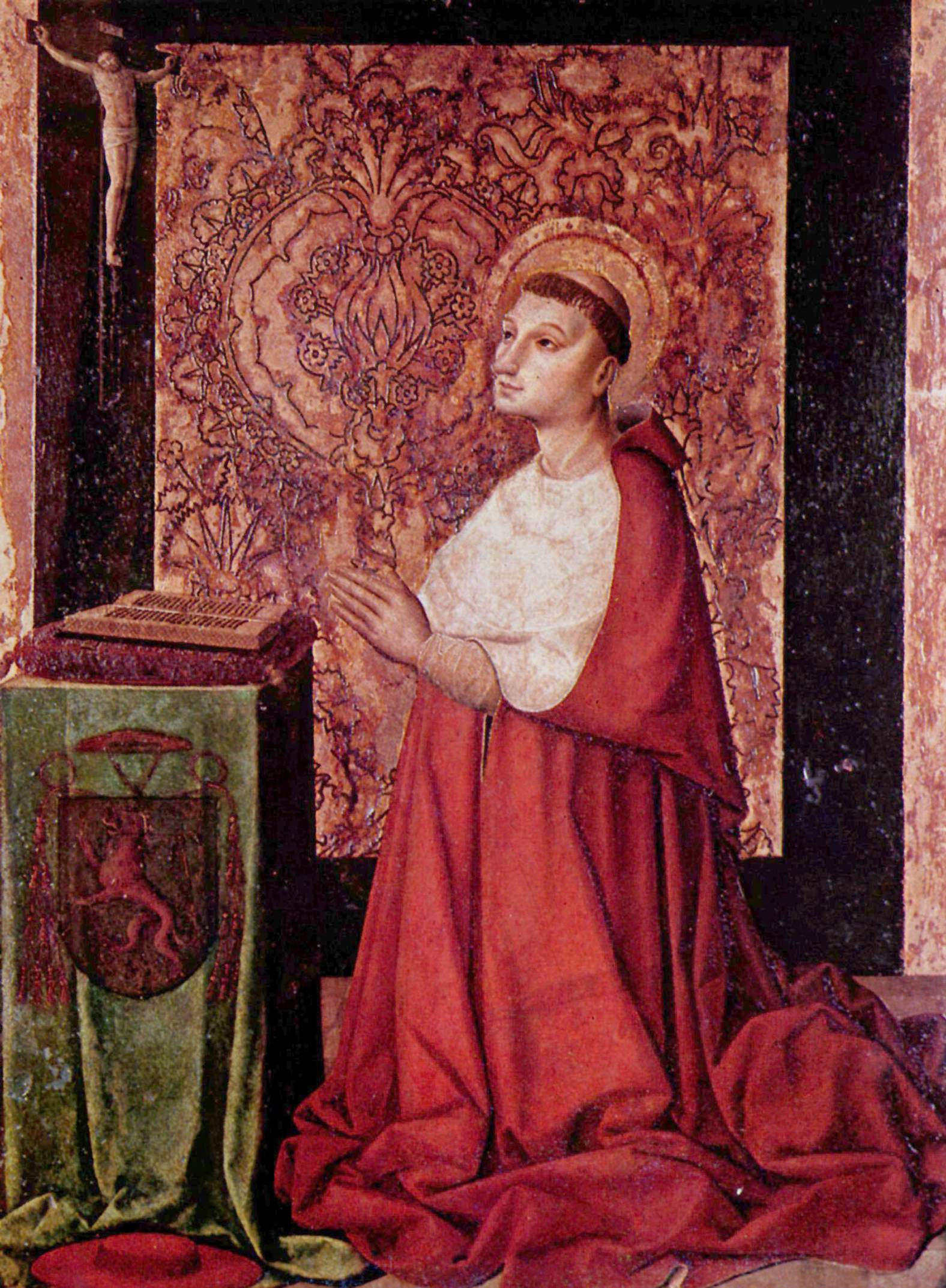
Pierre de Luxembourg

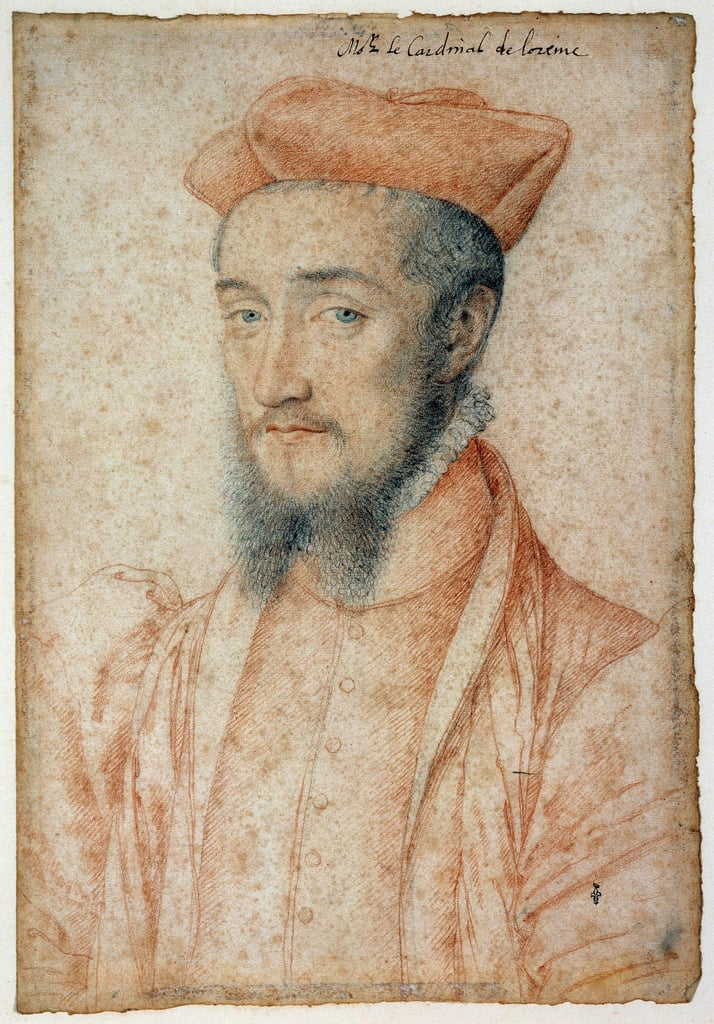
Charles de Lorraine

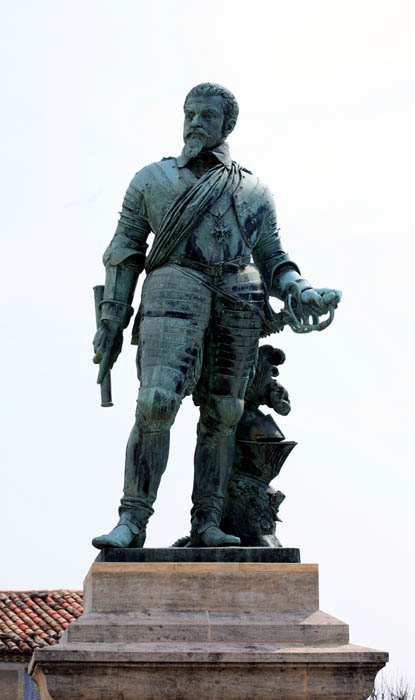
Le Brave Crillon

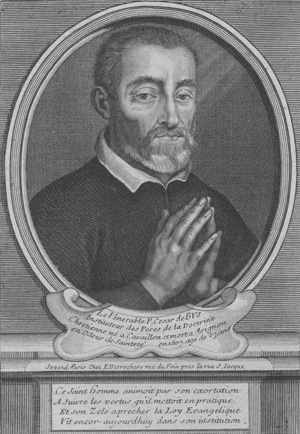
César de Bus

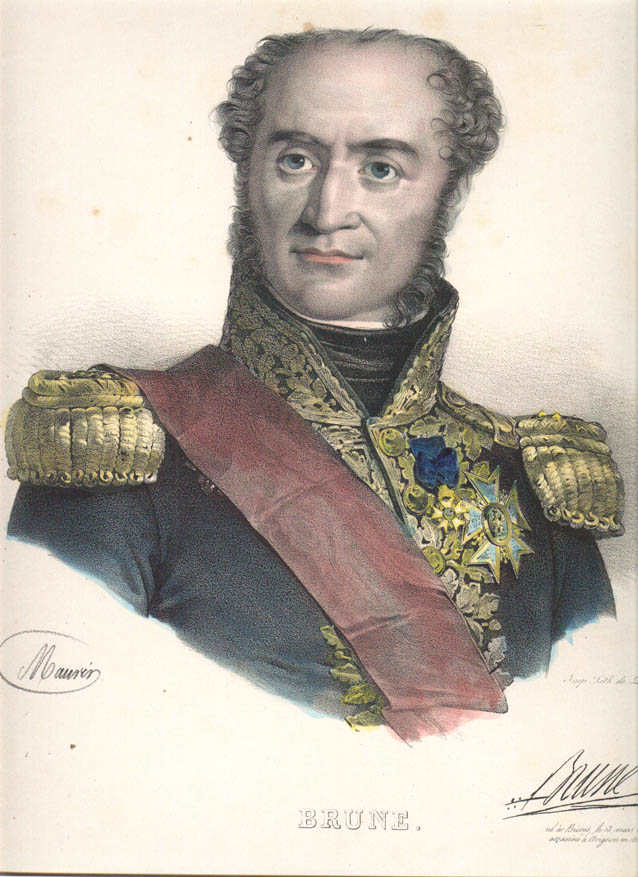
Maréchal Brune

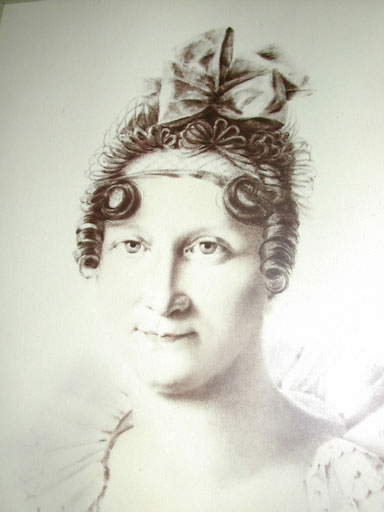
Agathe de Rambaud

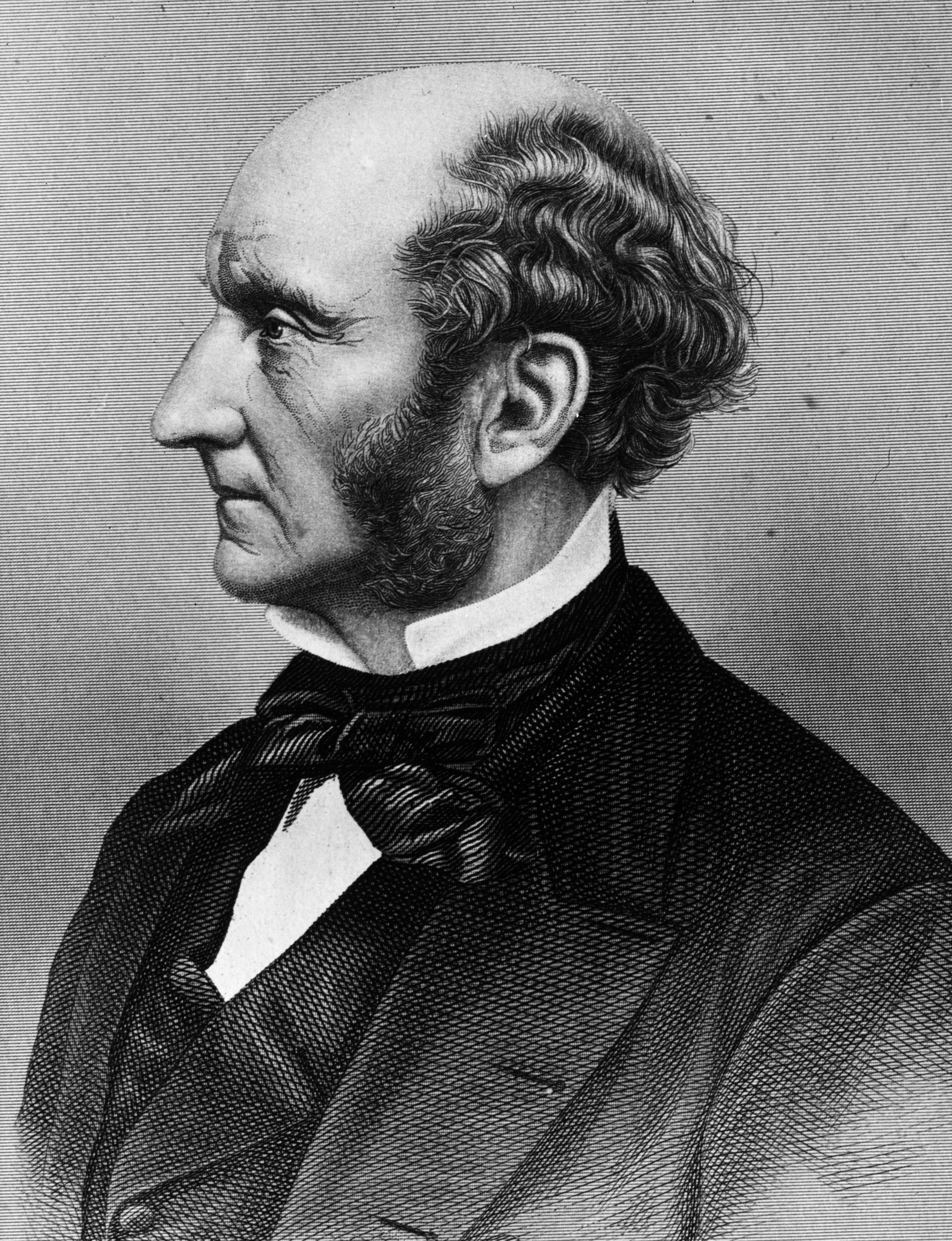
John Stuart Mill

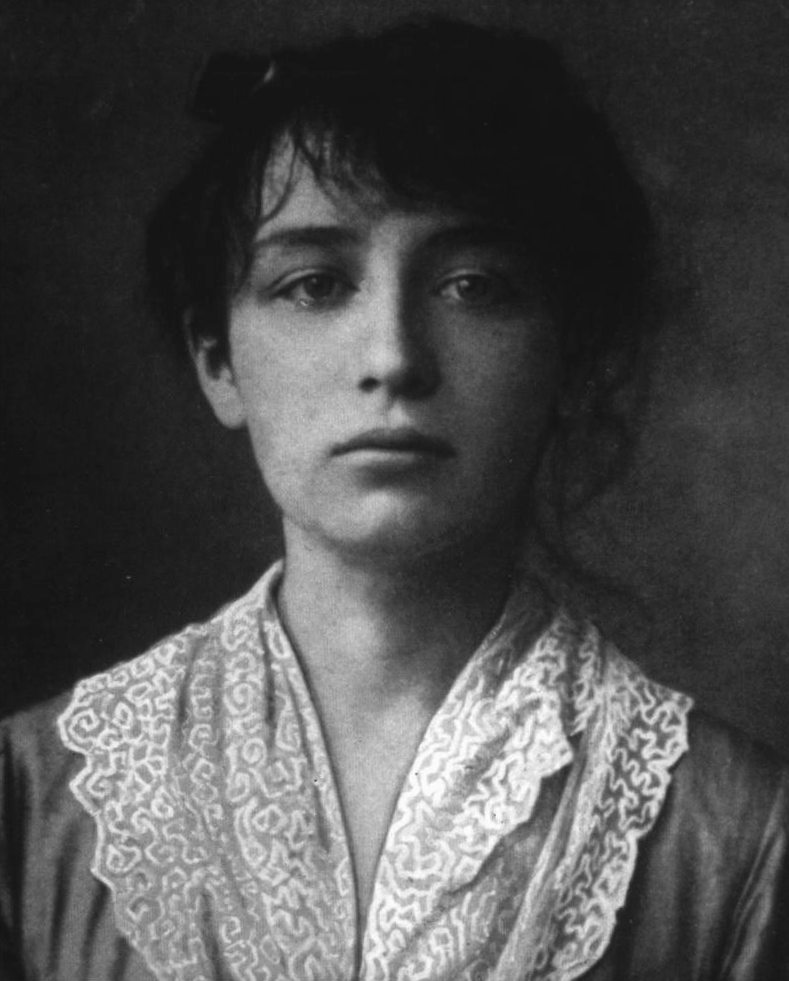
Camille Claudel

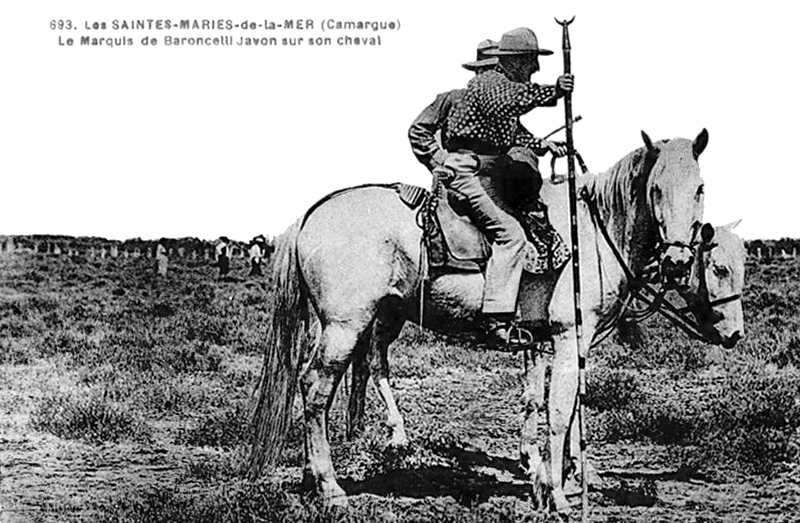
Folco de Baroncelli-Javon

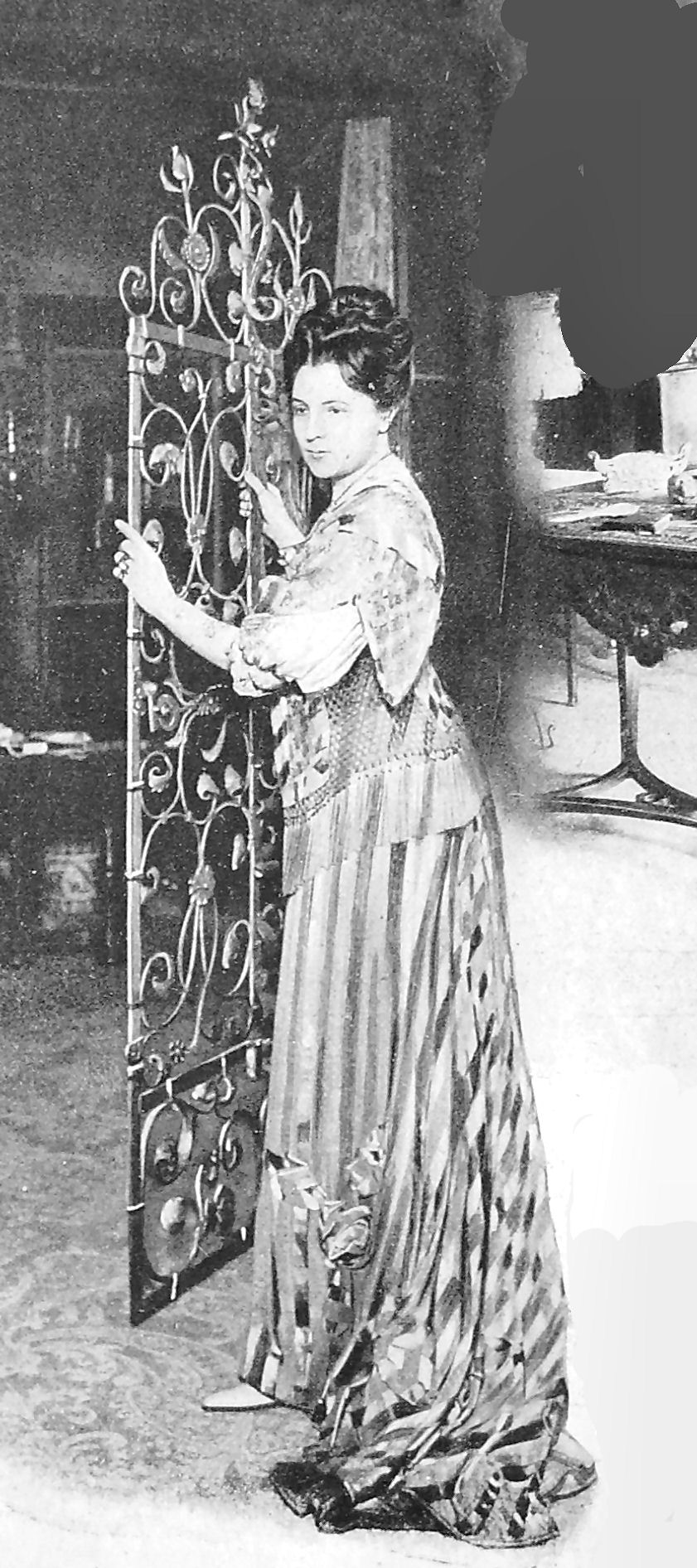
Jeanne de Flandreysy

- Faydit d'Aigrefeuille (° ? – † 1391) - Dit le cardinal d'Avignon
- Guillaume d'Aigrefeuille le Jeune (° 1339 – † 1401) - Dit le cardinal de Saint-Étienne
- Georges d'Armagnac (° 1501 – † 1585) - Cardinal et archevêque d'Avignon
- Paul Arnault (° 1911 – † 1968) - Résistant et général français
- Mario Atzinger (° 1908 – † 1990) - Photographe officiel du Festival d'Avignon
- Gilles I Aycelin de Montaigut (? – † 1318) - Archevêque de Narbonne et de Rouen, Chancelier du roi de France
- Gilles Aycelin de Montaigut (? – † 1378) - Dit le cardinal des Saints-Sylvestre-et-Martin
- Bénézet d'Avignon (° 1165 – † 1184) - Initiateur de la construction du Pont d'Avignon
- Jean-Louis Des Balbes de Berton de Crillon  (° 1684 – † 1751) - Archevêque de Narbonne et de Toulouse
- Louis Des Balbes de Berton de Crillon (°1543 – † 1615) - Dit le Brave Crillon, homme de guerre qui fut l'un des plus grands capitaines du XVIe siècle
- Louis Antoine François de Paule Des Balbes de Berton de Crillon (° 1775 – † 1832) - Duc de Mahon, militaire espagnol, grand d'Espagne
- Jean-Joseph Balechou (° 1715 – † 1764) - Graveur
- Élisabeth Barbier (° 1911 – † 1996) - Romancière, juré du Prix Fémina
- Charles Bartésago (° 1878 – † 1973) - Photographe paysagiste
- Folco de Baroncelli-Javon (° 1869 – † 1943) - Écrivain et manadier camarguais
- Denis Battin, (° 1726 - † 26 octobre 1806) Général de la Révolution française
- Louis Bonnot dit Lina Bill (° 1855 – † 1936) - Peintre, membre du Groupe des Treize
- Guillaume Marie-Anne Brune (° 1763 – † 1815) - Général de la Révolution et maréchal d'Empire
- James Butler (2e duc d'Ormonde) (°1665-1745) - Homme d'Etat et militaire britannique d'origine irlandaise
- César de Bus (° 1544 – † 1607) - Fondateur des prêtres de la doctrine chrétienne canonisé en 2022
- Jean Cadard (° 1374 – † 1447) - Médecin, précepteur et conseiller de Charles VII
- Raymond de Canillac (v. ° 1300 – † 1373) - Dit le cardinal de Palestrina
- Hippolyte de Capellis (° 1744 – † 1813) - Comte palatin, chevalier de Saint-Louis, officier de marine passé au service de la Russie où il devint contre-amiral
- Charles-Joseph Carmejane (° 1772 – † 1830)- Maréchal de camp et baron d'Empire
- Joseph Marie de Casabianca (° 1742 - † 1807) - Général du Premier Empire
- Guillaume de Chanac (v. ° 1320 – † 1383) - Dit le cardinal de Mende
- Alain Chapel (° 1937 – † 1990) - Restaurateur appartenant au courant de la nouvelle cuisine
- Alain Chartier (° 1385 – † 1449) - Poète et secrétaire de Charles VII
- Camille Claudel (° 1864 – † 1943) - Sculptrice, morte à l’asile de Montdevergues (Montfavet) à la suite de son internement
- François de Conzié (v. °1356 - † 1431 ou 1432) - Vicaire Général d'Avignon, gouverneur des États pontificaux, camérier de Clément VII, évêque de Grenoble, archevêque d’Arles, de Toulouse, de Narbonne et patriarche de Constantinople.
- Bertrand de Cosnac (v. ° 1310 – † 1374) - Dit le cardinal de Comminges
- Joseph Chabran (° 1763 – † 1843) - Général d'Empire
- Aymery de Châlus (v. ° 1275 – † 1349) - Dit le cardinal de Chartres
- Honoré Chaurand (° 1617 – † 1697) - Jésuite et prédicateur
- Jean de Cros  (? – † 1383) - Dit le cardinal  de Limoges
- Frédéric Delanglade (° 1907 – † 1970) - Peintre surréaliste
- Bernard Délicieux (° vers 1260 – † 1319) -  Franciscain opposé à l'Inquisition, défenseur des spirituels et des béguins
- Paul Gaston Déprez (° 1872 – † 1941) - Sculpteur membre du Groupe des Treize
- Félix Devaux (° 1873 - † 1921) - Sculpteur et architecte
- Henri Duffaut (° 1907 – † 1987) - Maire d'Avignon, député et sénateur de Vaucluse
- Jean Fabri (° ? – † 1390) - Dit Jean Lefèvre, chancelier de Louis Ier de Naples, comte de Provence
- Jean Fauvety (° 1763 – † 1795) - Président de la Commission populaire d'Orange, guillotiné à Avignon
- Luca Fieschi (v. °1270 – † 1336) - Cardinal de Santa-Maria in Via Lata
- Jeanne de Flandreysy (° 1874 - † 1959) - Femme de lettres
- Guillaume III de Forcalquier (? – † 1129) - Dit d'Urgel, comte de Forcalquier
- Jean-Baptiste Franque (° 1683 – † 1758) - Architecte
- Nicolas Froment (° 1435 – † 1486) - Peintre représentant de la seconde école d'Avignon
- Fabien Galateau (° 1913 – † 1995) - Coureur cycliste ayant remporté deux étapes du Tour de France
- Joseph Girard (° 1881 – † 1962) - Historien, conservateur de musée et père de René Girard
- Félix Gras (° 1844 – † 1901) - Romancier, poète et majoral du Félibrige
- Dominique Grimaldi (? – † 1592), Vice-légat et archevêque d'Avignon, recteur du Comtat Venaissin
- Anglic de Grimoard, (v. ° 1320 – † 1388) - Frère d'Urbain V et évêque d'Avignon, dit le cardinal Anglicus
- Louis Gros (° 1873 – † 1963) - Résistant, maire d'Avignon, député et sénateur de Vaucluse
- Sauvaire Intermet (° 1573 – † 1657) - Musicien et compositeur
- Louis des Isnards (° 1805 – † 1888) - Peintre
- Joseph-Auguste Joffroy (° 1802 - † 1883) - Architecte
- François de Joyeuse (1562 – † 1615) - Cardinal-évêque d'Ostie
- Jean de La Ceppède (° 1548 ou 1550 – † 1623) - Poète
- Guillaume de la Jugie (° 1317 – † 1374) - Dit le cardinal Guillermus
- Raynaud de La Porte (v. ° 1265 – † 1325) - Dit le cardinal de Bourges
- Léon-Honoré Labande (° 1867 – † 1939) - Historien et bibliothécaire
- Thomas Lainée (° 1682 – † 1739) - Architecte
- Francesco Laurana (v. ° 1430 – † 1502) - Sculpteur et médailler, introducteur du style de la Renaissance italienne en France
- Maurice Le Roux (° 1923 – † 1992) - Chef d'orchestre, compositeur, musicologue et réalisateur
- Jean Lemoine (° 1250 – † 1313) - Cardinal des saints Marcellin et Pierre
- Nicolas Jean-Baptiste Lescuyer (? – † 1791) - Secrétaire de la municipalité d'Avignon, son assassinat déclencha le Massacre de la Glacière
- Charles de Lorraine (° 1524 – † 1574) - Duc de Chevreuse, archevêque de Reims, dit le cardinal de Guise ou cardinal de Lorraine
- Claude Loursais (° 1919 – † 1988) - Réalisateur et scénariste, pionnier de la télévision française
- Pierre de Luxembourg (° 1369 –† 1387) - Dit le cardinal d'Avignon
- Mario Marret (° 1920 – † 2000) - Agent de renseignement, explorateur polaire, cinéaste et psychanalyste
- Simone Martini (° 1280/1285 – † 1344) - Peintre du palais des papes de Benoît XII
- Frans Masereel (°1889 – † 1972) - Graveur belge d'origine flamande
- Étienne Parfait Martin Maurel de Mons (° 1752 – † 1830) - Archevêque
- John Stuart Mill (° 1806 – † 1873) - Philosophe d'origine anglaise, mort à Avignon et inhumé à Saint-Véran
- André Montagard (° 1887 – † 1963) - Parolier de la chanson vichyste "Maréchal, nous voilà !" en 1941
- Élie de Nabinal (? – † 1348) - Dit le cardinal de Nicosie
- Domparsio Nicolaï (1814-1887), militaire
- Napoléon Orsini (° 1263 – † 1342) - Dit le cardinal de Saint-Adrien
- Antoine-Joseph Pernety, dit Dom Pernety (° 1716 – † 1802) - Fondateur de la loge « les Illuminés d'Avignon »
- Jean-François Pointet (° 1965 – † 2009[6]) - Joueur-entraineur du Hockey Club d'Avignon
- Loÿs Prat (° 1879 – † 1934) - Peintre
- Guillaume Ier de Provence (° vers 955 – † 993) - Dit le Libérateur, comte d'Avignon puis de Provence
- Gérard du Puy (° ? – † 1389) - Dit le cardinal de Saint-Clément
- Enguerrand Quarton (° 1412 – † 1466) - Peintre et enlumineur, représentant de la seconde école d'Avignon
- Agathe de Rambaud née Mottet (° 1764 – † 1853) - Inhumée à Saint-Véran
- Adhémar Robert, (? – † 1352) - Dit le cardinal de Magnac
- Marie Robine, (? - † 1399) - Dite la Visionnaire d’Avignon
- Jean de Rochechouart (° ? – † 1398) - Dit le cardinal d'Arles
- Dorothea von Rodde-Schlözer (1770 - 1825) - érudite allemande et la première femme Philosophiæ doctor
- Joseph Roumanille (° 1818 – † 1891) - Poète, cofondateur du Félibrige
- Marius Roux-Renard (° 1870 – † 1936) - Peintre
- Nicolas Saboly (° 1614 – † 1675) - Noëliste et compositeur
- Laure de Sade (° 1310 – † 1348) - Dite Laure de Noves, muse de Pétrarque
- Hugues de Saint-Martial (° ? – † 1403) - Dit le cardinal de Sainte-Marie in Portico
- Élias de Saint-Yrieix (? - † 1367) - Dit le cardinal d'Ostie
- Amédée V de Savoie (° 1249 – † 1323) - Dit « le Grand », comte de Savoie, d'Aoste et de Maurienne
- Louis Serre  (° 1873 – † 1939) - Homme politique, député et sénateur
- Marie-Maurille de Sombreuil (° 1768 – † 1823) - Aristocrate connue sous le nom de « l'héroïne au verre de sang »
- Giacomo Stefaneschi (v. ° 1260 – † 1343) - Dit le cardinal de Saint-Georges au Voile d’Or
- Laurent Strozzi (° 1513 – † 1571) - Archevêque et cardinal
- Hélie de Talleyrand-Périgord (° 1301 – † 1364) - Dit le cardinal de Périgord
- Gasbert de Valle (° 1297 – † 1347) - Dit de La Val ou de Laval, ainsi que Guasbert Duval, évêque de Marseille, archevêque d'Arles, camérier de la Cour pontificale d'Avignon sous Jean XXII, Benoît XII et Clément VI
- Joseph Alphonse de Véri (° 1724 - † 1799) - Éminence grise de Maurepas
- Arnaud de Villemur (? – † 1355) - Dit le cardinal de Saint-Sixte

### En qualité deJustes parmi les Nationsdu Vaucluse
- Juliette Boudou
- Joseph Landi
- Henriette Landi
- Yvonne Landi
- Fernande Roinac

## Pour approfondir